# Gorgosaurus libratus
Gorgosaurus (il cui nome significa "terribile lucertola") è un genere estinto di dinosauro teropode tirannosauride vissuto durante il Cretaceo superiore, circa 76.6–75.1 milioni di anni fa (Campaniano), i cui resti fossili sono stati rinvenuti nella provincia canadese dell'Alberta e nello stato americano del Montana. Il genere contiene una singola specie riconosciuta, la specie tipo G. libratus, sebbene altre specie siano state erroneamente riferite al genere.
Come la maggior parte dei tirannosauridi conosciuti, Gorgosaurus era un grande predatore bipede che misurava 8–9 metri di lunghezza per un peso di 2–3 tonnellate. Le sue fauci erano armate di dozzine di denti grandi e affilati, mentre gli arti anteriori erano proporzionatamente piccoli e provvisti di sole due dita. Gorgosaurus era strettamente imparentato con Albertosaurus, con cui forma la sottofamiglia Albertosaurinae, clade caratterizzato da un corporatura più snella, rispetto ad altri tirannosauridi giganti, come Tyrannosaurus. Gorgosaurus e Albertosaurus sono estremamente simili, distinguendosi principalmente da sottili differenze nei denti e nelle ossa del cranio. Alcuni esperti considerano G. libratus una specie di Albertosaurus; se ciò fosse vero, renderebbe Gorgosaurus un sinonimo junior Albertosaurus.
Gorgosaurus viveva in un ambiente lussureggiante di pianure alluvionali lungo il bordo di un mare interno. L'animale era il superpredatore del suo ecosistema, predando i numerosi ceratopsidi e hadrosauri con cui condivideva il suo ambiente. In alcune aree, Gorgosaurus coesisteva con un altro tirannosauride, Daspletosaurus torosus. Sebbene questi animali avessero più o meno le stesse dimensioni, ci sono prove che i due occupassero nicchie ecologiche differenti. Gorgosaurus è il tirannosauride meglio rappresentato nella documentazione fossile, conosciuto da dozzine di esemplari. Questi abbondanti resti hanno permesso agli scienziati di indagare sulla sua ontogenesi, ciclo vitale e altri aspetti della sua biologia.

## Descrizione

Dimensioni di un adulto e un giovane G. libratus a confronto con un uomo

Gorgosaurus era relativamente più piccolo e gracile dei grandi tirannosauridi come Tyrannosaurus e Tarbosaurus, avvicinandosi di più alle dimensioni del simile Albertosaurus, rimanendo comunque due volte più piccolo di Daspletosaurus. Gli esemplari adulti potevano raggiungere dagli 8 ai 9 metri di lunghezza, per un peso di 2-3 tonnellate. Il cranio più grande conosciuto misura 99 centimetri di lunghezza, leggermente più piccolo di quello di Daspletosaurus. Come in altri tirannosauridi, il cranio era grande rispetto alle dimensioni del corpo, sebbene le camere d'aria all'interno delle ossa del cranio e le grandi aperture (fenestrae) tra le ossa ne riducessero il peso. Albertosaurus e Gorgosaurus condividono crani proporzionalmente più lunghi e più bassi rispetto a Daspletosaurus e altri tirannosauridi. L'estremità del muso era smussata e le ossa nasali e parietali erano fuse lungo la linea mediana del cranio, come in tutti gli altri membri della famiglia. L'orbita oculare era circolare anziché ovale o allungata, come in altri generi di tirannosauridi. Un'alta cresta si innalzava dall'osso lacrimale davanti a ciascun occhio, simile a quanto osservato in Albertosaurus e Daspletosaurus. Le differenze nella forma delle ossa che circondano il cervello distinguono Gorgosaurus da Albertosaurus.
I denti di Gorgosaurus avevano la tipica forma ritrovata in tutti i tirannosauridi conosciuti. Gli 8 denti premascellari nella parte anteriore del muso erano più piccoli degli altri, ravvicinati e a forma di D in sezione trasversale. In Gorgosaurus, anche il primo dente nella mascella aveva la forma dei denti premascellari. Il resto dei denti aveva una sezione trasversale ovale, anziché a forma di lama come nella maggior parte degli altri teropodi. Insieme agli otto denti premascellari, Gorgosaurus presentava dai 26 ai 30 denti mascellari e da 30 a 34 denti nella mandibola. Questo numero è simile a quello di Albertosaurus e Daspletosaurus ma è inferiore a quello di Tarbosaurus o Tyrannosaurus.

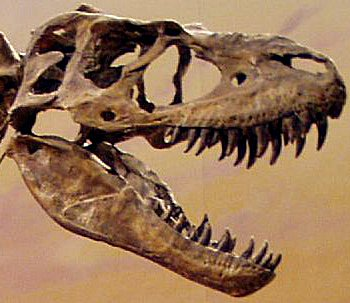
Cranio fossile G. libratus

Gorgosaurus condivideva la sua pianta corporea generale con tutti gli altri tirannosauridi. La sua testa massiccia sedeva all'estremità di un collo mantenuto a S. In contrasto con la sua grande testa, i suoi arti anteriori erano molto piccoli, ed erano dotati di sole due dita artigliate, sebbene in alcuni esemplari sia noto un terzo metacarpo, i resti vestigiali del terzo dito visti in altri teropodi. Su ciascun arto posteriore erano presenti quattro dita, incluso un piccolo primo dito (alluce) che non toccava il suolo. Gli arti posteriori dei tirannosauridi erano lunghi rispetto alle dimensioni corporee complessive rispetto ad altri teropodi. Il femore più grande conosciuto di Gorgosaurus misurava 105 centimetri di lunghezza. In diversi esemplari più piccoli di Gorgosaurus, la tibia era più lunga del femore, una proporzione tipica degli animali corridori. Le due ossa erano di uguale lunghezza negli esemplari più grandi. La coda lunga e pesante fungeva da contrappeso alla testa e al busto e posizionava il baricentro sul bacino.
Nel 2001, il paleontologo Phil Currie riportò delle impronte di pelle nell'esemplare olotipo di G. libratus. Inizialmente, Currie riferì che la pelle era essenzialmente liscia e priva delle squame ritrovate in altri dinosauri, simile invece alla pelle secondariamente priva di piume trovata nei grandi uccelli moderni. In questo esemplare erano presenti squame di qualche tipo, ma secondo quanto riferito sono ampiamente disperse l'una dall'altra e molto piccole. Altre macchie di impronte di pelle isolate di Gorgosaurus mostrano scaglie più dense e più grandi sebbene ancora relativamente fini (più piccole delle scaglie ritrovate negli hadrosauridi e, approssimativamente, fini quanto quelle di un mostro di Gila). Nessuno di questi esemplari era associato a nessun osso particolare o area corporea specifica. Nel Encyclopedia of Dinosaurs, Kenneth Carpenter sottolineò che tracce di impronte della pelle sulla coda di Gorgosaurus mostravano piccole scaglie arrotondate o esagonali simili a quelle precedentemente descritte.

## Classificazione
Gorgosaurus è classificato nella sottofamiglia Albertosaurinae all'interno della famiglia Tyrannosauridae, di cui fa parte anche lo strettamente imparentato Albertosaurus, geologicamente più giovane. I due rappresentano gli unici due generi albertosaurini descritti, sebbene possano esistere altre specie ancora non descritte. Appalachiosaurus è stato descritto come un tirannosauroide basale appena fuori da Tyrannosauridae, sebbene il paleontologo americano Thomas Holtz abbia pubblicato un'analisi filogenetica nel 2004 che indicava che si trattasse di un albertosaurino. Uno studio più recente e inedito di Holtz concorda con la valutazione originale. Tutti gli altri generi di tirannosauridi, inclusi Daspletosaurus, Tarbosaurus e Tyrannosaurus, sono classificati nella sottofamiglia Tyrannosaurinae. Rispetto ai tirannosaurini, gli albertosaurini avevano una corporature snelle, con crani proporzionalmente più piccoli e bassi, e ossa degli arti posteriori (tibia) e dei piedi (metatarsi e falangi) più lunghi.
Le strette somiglianze tra il Gorgosaurus libratus e Albertosaurus sarcophagus hanno portato molti esperti a combinarli in un unico genere nel corso degli anni. Albertosaurus è stato nominato per primo, quindi per convenzione gli verrebbe data priorità sul nome Gorgosaurus, che a volte è considerato il suo sinonimo junior. William Diller Matthew e Barnum Brown dubitavano della distinzione dei due generi già nel 1922. Gorgosaurus libratus fu formalmente riassegnato ad Albertosaurus (come Albertosaurus libratus) da Dale Russell nel 1970, e molti autori successivi seguirono il suo esempio. La combinazione dei due amplia notevolmente la gamma geografica e cronologica del genere Albertosaurus. Altri esperti mantengono i due generi separati. Il paleontologo canadese Phil Currie afferma che ci sono tante differenze anatomiche tra Albertosaurus e Gorgosaurus quante ce ne sono tra Daspletosaurus e Tyrannosaurus, i quali sono sempre mantenuti separati. Currie fece inoltre notare che i tirannosauridi ancora non-descritti scoperti in Alaska, Nuovo Messico e altrove nel Nord America potrebbero aiutare a chiarire la situazione. Gregory S. Paul suggerì addirittura che Gorgosaurus libratus fosse l'antenato di Albertosaurus sarcophagus.

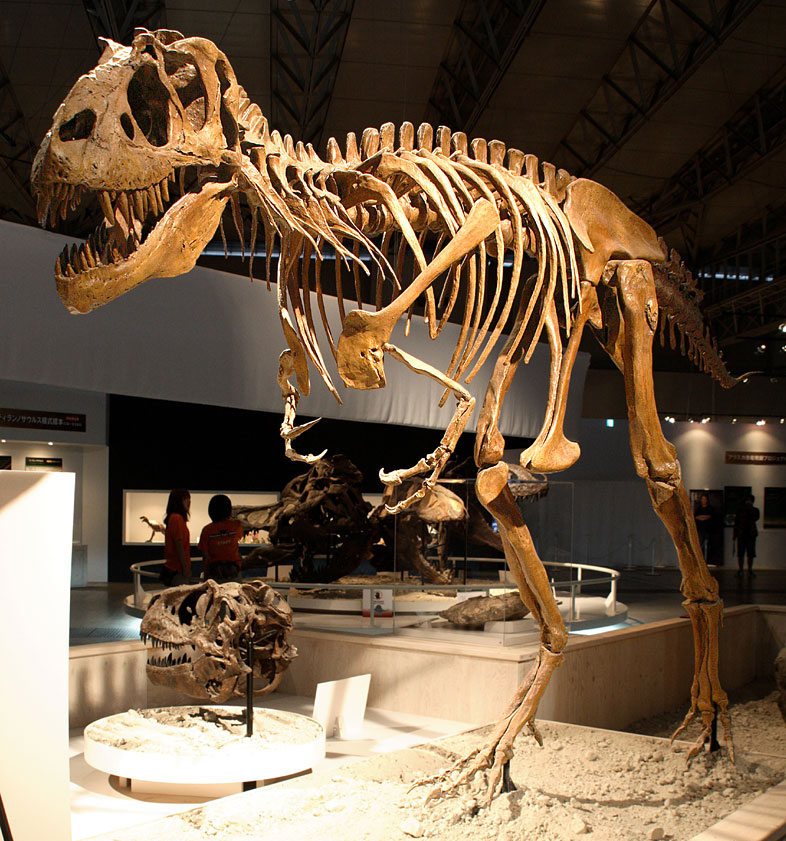
Scheletro di G. libratus, in Giappone

Di seguito è riportato il cladogramma dei Tyrannosauridae basato sull'analisi filogenetica condotta da Loewen et al. (2013):
|  | Gorgosaurus libratus      |
|  |                           |
|  | Albertosaurus sarcophagus |
|  |                           |

|  | Tyrannosaurus rex                                                              |
|  |                                                                                |
|  | \| \| Tarbosaurus bataar \| \| \| \| \| \| Zhuchengtyrannus magnus \| \| \| \| |
|  |                                                                                |
|  | Tarbosaurus bataar                                                             |
|  |                                                                                |
|  | Zhuchengtyrannus magnus                                                        |
|  |                                                                                |

|  | Tarbosaurus bataar      |
|  |                         |
|  | Zhuchengtyrannus magnus |
|  |                         |

|  | Tyrannosaurus rex                                                              |
|  |                                                                                |
|  | \| \| Tarbosaurus bataar \| \| \| \| \| \| Zhuchengtyrannus magnus \| \| \| \| |
|  |                                                                                |
|  | Tarbosaurus bataar                                                             |
|  |                                                                                |
|  | Zhuchengtyrannus magnus                                                        |
|  |                                                                                |

|  | Tarbosaurus bataar      |
|  |                         |
|  | Zhuchengtyrannus magnus |
|  |                         |

|  | Tyrannosaurus rex                                                              |
|  |                                                                                |
|  | \| \| Tarbosaurus bataar \| \| \| \| \| \| Zhuchengtyrannus magnus \| \| \| \| |
|  |                                                                                |
|  | Tarbosaurus bataar                                                             |
|  |                                                                                |
|  | Zhuchengtyrannus magnus                                                        |
|  |                                                                                |

|  | Tarbosaurus bataar      |
|  |                         |
|  | Zhuchengtyrannus magnus |
|  |                         |

|  | Tyrannosaurus rex                                                              |
|  |                                                                                |
|  | \| \| Tarbosaurus bataar \| \| \| \| \| \| Zhuchengtyrannus magnus \| \| \| \| |
|  |                                                                                |
|  | Tarbosaurus bataar                                                             |
|  |                                                                                |
|  | Zhuchengtyrannus magnus                                                        |
|  |                                                                                |

|  | Tarbosaurus bataar      |
|  |                         |
|  | Zhuchengtyrannus magnus |
|  |                         |

|  | Tyrannosaurus rex                                                              |
|  |                                                                                |
|  | \| \| Tarbosaurus bataar \| \| \| \| \| \| Zhuchengtyrannus magnus \| \| \| \| |
|  |                                                                                |
|  | Tarbosaurus bataar                                                             |
|  |                                                                                |
|  | Zhuchengtyrannus magnus                                                        |
|  |                                                                                |

|  | Tarbosaurus bataar      |
|  |                         |
|  | Zhuchengtyrannus magnus |
|  |                         |

|  | Tyrannosaurus rex                                                              |
|  |                                                                                |
|  | \| \| Tarbosaurus bataar \| \| \| \| \| \| Zhuchengtyrannus magnus \| \| \| \| |
|  |                                                                                |
|  | Tarbosaurus bataar                                                             |
|  |                                                                                |
|  | Zhuchengtyrannus magnus                                                        |
|  |                                                                                |

|  | Tarbosaurus bataar      |
|  |                         |
|  | Zhuchengtyrannus magnus |
|  |                         |

|  | Tyrannosaurus rex                                                              |
|  |                                                                                |
|  | \| \| Tarbosaurus bataar \| \| \| \| \| \| Zhuchengtyrannus magnus \| \| \| \| |
|  |                                                                                |
|  | Tarbosaurus bataar                                                             |
|  |                                                                                |
|  | Zhuchengtyrannus magnus                                                        |
|  |                                                                                |

|  | Tarbosaurus bataar      |
|  |                         |
|  | Zhuchengtyrannus magnus |
|  |                         |

|  | Tyrannosaurus rex                                                              |
|  |                                                                                |
|  | \| \| Tarbosaurus bataar \| \| \| \| \| \| Zhuchengtyrannus magnus \| \| \| \| |
|  |                                                                                |
|  | Tarbosaurus bataar                                                             |
|  |                                                                                |
|  | Zhuchengtyrannus magnus                                                        |
|  |                                                                                |

|  | Tarbosaurus bataar      |
|  |                         |
|  | Zhuchengtyrannus magnus |
|  |                         |

|  | Tyrannosaurus rex                                                              |
|  |                                                                                |
|  | \| \| Tarbosaurus bataar \| \| \| \| \| \| Zhuchengtyrannus magnus \| \| \| \| |
|  |                                                                                |
|  | Tarbosaurus bataar                                                             |
|  |                                                                                |
|  | Zhuchengtyrannus magnus                                                        |
|  |                                                                                |

|  | Tarbosaurus bataar      |
|  |                         |
|  | Zhuchengtyrannus magnus |
|  |                         |

|  | Tyrannosaurus rex                                                              |
|  |                                                                                |
|  | \| \| Tarbosaurus bataar \| \| \| \| \| \| Zhuchengtyrannus magnus \| \| \| \| |
|  |                                                                                |
|  | Tarbosaurus bataar                                                             |
|  |                                                                                |
|  | Zhuchengtyrannus magnus                                                        |
|  |                                                                                |

|  | Tarbosaurus bataar      |
|  |                         |
|  | Zhuchengtyrannus magnus |
|  |                         |

|  | Tyrannosaurus rex                                                              |
|  |                                                                                |
|  | \| \| Tarbosaurus bataar \| \| \| \| \| \| Zhuchengtyrannus magnus \| \| \| \| |
|  |                                                                                |
|  | Tarbosaurus bataar                                                             |
|  |                                                                                |
|  | Zhuchengtyrannus magnus                                                        |
|  |                                                                                |

|  | Tarbosaurus bataar      |
|  |                         |
|  | Zhuchengtyrannus magnus |
|  |                         |

|  | Tyrannosaurus rex                                                              |
|  |                                                                                |
|  | \| \| Tarbosaurus bataar \| \| \| \| \| \| Zhuchengtyrannus magnus \| \| \| \| |
|  |                                                                                |
|  | Tarbosaurus bataar                                                             |
|  |                                                                                |
|  | Zhuchengtyrannus magnus                                                        |
|  |                                                                                |

|  | Tarbosaurus bataar      |
|  |                         |
|  | Zhuchengtyrannus magnus |
|  |                         |

|  | Tyrannosaurus rex                                                              |
|  |                                                                                |
|  | \| \| Tarbosaurus bataar \| \| \| \| \| \| Zhuchengtyrannus magnus \| \| \| \| |
|  |                                                                                |
|  | Tarbosaurus bataar                                                             |
|  |                                                                                |
|  | Zhuchengtyrannus magnus                                                        |
|  |                                                                                |

|  | Tarbosaurus bataar      |
|  |                         |
|  | Zhuchengtyrannus magnus |
|  |                         |

|  | Tyrannosaurus rex                                                              |
|  |                                                                                |
|  | \| \| Tarbosaurus bataar \| \| \| \| \| \| Zhuchengtyrannus magnus \| \| \| \| |
|  |                                                                                |
|  | Tarbosaurus bataar                                                             |
|  |                                                                                |
|  | Zhuchengtyrannus magnus                                                        |
|  |                                                                                |

|  | Tarbosaurus bataar      |
|  |                         |
|  | Zhuchengtyrannus magnus |
|  |                         |

|  | Tyrannosaurus rex                                                              |
|  |                                                                                |
|  | \| \| Tarbosaurus bataar \| \| \| \| \| \| Zhuchengtyrannus magnus \| \| \| \| |
|  |                                                                                |
|  | Tarbosaurus bataar                                                             |
|  |                                                                                |
|  | Zhuchengtyrannus magnus                                                        |
|  |                                                                                |

|  | Tarbosaurus bataar      |
|  |                         |
|  | Zhuchengtyrannus magnus |
|  |                         |

|  | Tyrannosaurus rex                                                              |
|  |                                                                                |
|  | \| \| Tarbosaurus bataar \| \| \| \| \| \| Zhuchengtyrannus magnus \| \| \| \| |
|  |                                                                                |
|  | Tarbosaurus bataar                                                             |
|  |                                                                                |
|  | Zhuchengtyrannus magnus                                                        |
|  |                                                                                |

|  | Tarbosaurus bataar      |
|  |                         |
|  | Zhuchengtyrannus magnus |
|  |                         |

|  | Tyrannosaurus rex                                                              |
|  |                                                                                |
|  | \| \| Tarbosaurus bataar \| \| \| \| \| \| Zhuchengtyrannus magnus \| \| \| \| |
|  |                                                                                |
|  | Tarbosaurus bataar                                                             |
|  |                                                                                |
|  | Zhuchengtyrannus magnus                                                        |
|  |                                                                                |

|  | Tarbosaurus bataar      |
|  |                         |
|  | Zhuchengtyrannus magnus |
|  |                         |

|  | Tyrannosaurus rex                                                              |
|  |                                                                                |
|  | \| \| Tarbosaurus bataar \| \| \| \| \| \| Zhuchengtyrannus magnus \| \| \| \| |
|  |                                                                                |
|  | Tarbosaurus bataar                                                             |
|  |                                                                                |
|  | Zhuchengtyrannus magnus                                                        |
|  |                                                                                |

|  | Tarbosaurus bataar      |
|  |                         |
|  | Zhuchengtyrannus magnus |
|  |                         |

|  | Tyrannosaurus rex                                                              |
|  |                                                                                |
|  | \| \| Tarbosaurus bataar \| \| \| \| \| \| Zhuchengtyrannus magnus \| \| \| \| |
|  |                                                                                |
|  | Tarbosaurus bataar                                                             |
|  |                                                                                |
|  | Zhuchengtyrannus magnus                                                        |
|  |                                                                                |

|  | Tarbosaurus bataar      |
|  |                         |
|  | Zhuchengtyrannus magnus |
|  |                         |

|  | Tyrannosaurus rex                                                              |
|  |                                                                                |
|  | \| \| Tarbosaurus bataar \| \| \| \| \| \| Zhuchengtyrannus magnus \| \| \| \| |
|  |                                                                                |
|  | Tarbosaurus bataar                                                             |
|  |                                                                                |
|  | Zhuchengtyrannus magnus                                                        |
|  |                                                                                |

|  | Tarbosaurus bataar      |
|  |                         |
|  | Zhuchengtyrannus magnus |
|  |                         |

|  | Tyrannosaurus rex                                                              |
|  |                                                                                |
|  | \| \| Tarbosaurus bataar \| \| \| \| \| \| Zhuchengtyrannus magnus \| \| \| \| |
|  |                                                                                |
|  | Tarbosaurus bataar                                                             |
|  |                                                                                |
|  | Zhuchengtyrannus magnus                                                        |
|  |                                                                                |

|  | Tarbosaurus bataar      |
|  |                         |
|  | Zhuchengtyrannus magnus |
|  |                         |

|  | Tyrannosaurus rex                                                              |
|  |                                                                                |
|  | \| \| Tarbosaurus bataar \| \| \| \| \| \| Zhuchengtyrannus magnus \| \| \| \| |
|  |                                                                                |
|  | Tarbosaurus bataar                                                             |
|  |                                                                                |
|  | Zhuchengtyrannus magnus                                                        |
|  |                                                                                |

|  | Tarbosaurus bataar      |
|  |                         |
|  | Zhuchengtyrannus magnus |
|  |                         |

|  | Tyrannosaurus rex                                                              |
|  |                                                                                |
|  | \| \| Tarbosaurus bataar \| \| \| \| \| \| Zhuchengtyrannus magnus \| \| \| \| |
|  |                                                                                |
|  | Tarbosaurus bataar                                                             |
|  |                                                                                |
|  | Zhuchengtyrannus magnus                                                        |
|  |                                                                                |

|  | Tarbosaurus bataar      |
|  |                         |
|  | Zhuchengtyrannus magnus |
|  |                         |

|  | Tyrannosaurus rex                                                              |
|  |                                                                                |
|  | \| \| Tarbosaurus bataar \| \| \| \| \| \| Zhuchengtyrannus magnus \| \| \| \| |
|  |                                                                                |
|  | Tarbosaurus bataar                                                             |
|  |                                                                                |
|  | Zhuchengtyrannus magnus                                                        |
|  |                                                                                |

|  | Tarbosaurus bataar      |
|  |                         |
|  | Zhuchengtyrannus magnus |
|  |                         |

|  | Tyrannosaurus rex                                                              |
|  |                                                                                |
|  | \| \| Tarbosaurus bataar \| \| \| \| \| \| Zhuchengtyrannus magnus \| \| \| \| |
|  |                                                                                |
|  | Tarbosaurus bataar                                                             |
|  |                                                                                |
|  | Zhuchengtyrannus magnus                                                        |
|  |                                                                                |

|  | Tarbosaurus bataar      |
|  |                         |
|  | Zhuchengtyrannus magnus |
|  |                         |

|  | Tyrannosaurus rex                                                              |
|  |                                                                                |
|  | \| \| Tarbosaurus bataar \| \| \| \| \| \| Zhuchengtyrannus magnus \| \| \| \| |
|  |                                                                                |
|  | Tarbosaurus bataar                                                             |
|  |                                                                                |
|  | Zhuchengtyrannus magnus                                                        |
|  |                                                                                |

|  | Tarbosaurus bataar      |
|  |                         |
|  | Zhuchengtyrannus magnus |
|  |                         |

|  | Tyrannosaurus rex                                                              |
|  |                                                                                |
|  | \| \| Tarbosaurus bataar \| \| \| \| \| \| Zhuchengtyrannus magnus \| \| \| \| |
|  |                                                                                |
|  | Tarbosaurus bataar                                                             |
|  |                                                                                |
|  | Zhuchengtyrannus magnus                                                        |
|  |                                                                                |

|  | Tarbosaurus bataar      |
|  |                         |
|  | Zhuchengtyrannus magnus |
|  |                         |

|  | Tyrannosaurus rex                                                              |
|  |                                                                                |
|  | \| \| Tarbosaurus bataar \| \| \| \| \| \| Zhuchengtyrannus magnus \| \| \| \| |
|  |                                                                                |
|  | Tarbosaurus bataar                                                             |
|  |                                                                                |
|  | Zhuchengtyrannus magnus                                                        |
|  |                                                                                |

|  | Tarbosaurus bataar      |
|  |                         |
|  | Zhuchengtyrannus magnus |
|  |                         |

|  | Tyrannosaurus rex                                                              |
|  |                                                                                |
|  | \| \| Tarbosaurus bataar \| \| \| \| \| \| Zhuchengtyrannus magnus \| \| \| \| |
|  |                                                                                |
|  | Tarbosaurus bataar                                                             |
|  |                                                                                |
|  | Zhuchengtyrannus magnus                                                        |
|  |                                                                                |

|  | Tarbosaurus bataar      |
|  |                         |
|  | Zhuchengtyrannus magnus |
|  |                         |

|  | Tyrannosaurus rex                                                              |
|  |                                                                                |
|  | \| \| Tarbosaurus bataar \| \| \| \| \| \| Zhuchengtyrannus magnus \| \| \| \| |
|  |                                                                                |
|  | Tarbosaurus bataar                                                             |
|  |                                                                                |
|  | Zhuchengtyrannus magnus                                                        |
|  |                                                                                |

|  | Tarbosaurus bataar      |
|  |                         |
|  | Zhuchengtyrannus magnus |
|  |                         |

|  | Tyrannosaurus rex                                                              |
|  |                                                                                |
|  | \| \| Tarbosaurus bataar \| \| \| \| \| \| Zhuchengtyrannus magnus \| \| \| \| |
|  |                                                                                |
|  | Tarbosaurus bataar                                                             |
|  |                                                                                |
|  | Zhuchengtyrannus magnus                                                        |
|  |                                                                                |

|  | Tarbosaurus bataar      |
|  |                         |
|  | Zhuchengtyrannus magnus |
|  |                         |

|  | Tyrannosaurus rex                                                              |
|  |                                                                                |
|  | \| \| Tarbosaurus bataar \| \| \| \| \| \| Zhuchengtyrannus magnus \| \| \| \| |
|  |                                                                                |
|  | Tarbosaurus bataar                                                             |
|  |                                                                                |
|  | Zhuchengtyrannus magnus                                                        |
|  |                                                                                |

|  | Tarbosaurus bataar      |
|  |                         |
|  | Zhuchengtyrannus magnus |
|  |                         |

|  | Tyrannosaurus rex                                                              |
|  |                                                                                |
|  | \| \| Tarbosaurus bataar \| \| \| \| \| \| Zhuchengtyrannus magnus \| \| \| \| |
|  |                                                                                |
|  | Tarbosaurus bataar                                                             |
|  |                                                                                |
|  | Zhuchengtyrannus magnus                                                        |
|  |                                                                                |

|  | Tarbosaurus bataar      |
|  |                         |
|  | Zhuchengtyrannus magnus |
|  |                         |

|  | Tyrannosaurus rex                                                              |
|  |                                                                                |
|  | \| \| Tarbosaurus bataar \| \| \| \| \| \| Zhuchengtyrannus magnus \| \| \| \| |
|  |                                                                                |
|  | Tarbosaurus bataar                                                             |
|  |                                                                                |
|  | Zhuchengtyrannus magnus                                                        |
|  |                                                                                |

|  | Tarbosaurus bataar      |
|  |                         |
|  | Zhuchengtyrannus magnus |
|  |                         |

|  | Tyrannosaurus rex                                                              |
|  |                                                                                |
|  | \| \| Tarbosaurus bataar \| \| \| \| \| \| Zhuchengtyrannus magnus \| \| \| \| |
|  |                                                                                |
|  | Tarbosaurus bataar                                                             |
|  |                                                                                |
|  | Zhuchengtyrannus magnus                                                        |
|  |                                                                                |

|  | Tarbosaurus bataar      |
|  |                         |
|  | Zhuchengtyrannus magnus |
|  |                         |

|  | Tyrannosaurus rex                                                              |
|  |                                                                                |
|  | \| \| Tarbosaurus bataar \| \| \| \| \| \| Zhuchengtyrannus magnus \| \| \| \| |
|  |                                                                                |
|  | Tarbosaurus bataar                                                             |
|  |                                                                                |
|  | Zhuchengtyrannus magnus                                                        |
|  |                                                                                |

|  | Tarbosaurus bataar      |
|  |                         |
|  | Zhuchengtyrannus magnus |
|  |                         |

|  | Tyrannosaurus rex                                                              |
|  |                                                                                |
|  | \| \| Tarbosaurus bataar \| \| \| \| \| \| Zhuchengtyrannus magnus \| \| \| \| |
|  |                                                                                |
|  | Tarbosaurus bataar                                                             |
|  |                                                                                |
|  | Zhuchengtyrannus magnus                                                        |
|  |                                                                                |

|  | Tarbosaurus bataar      |
|  |                         |
|  | Zhuchengtyrannus magnus |
|  |                         |

|  | Tyrannosaurus rex                                                              |
|  |                                                                                |
|  | \| \| Tarbosaurus bataar \| \| \| \| \| \| Zhuchengtyrannus magnus \| \| \| \| |
|  |                                                                                |
|  | Tarbosaurus bataar                                                             |
|  |                                                                                |
|  | Zhuchengtyrannus magnus                                                        |
|  |                                                                                |

|  | Tarbosaurus bataar      |
|  |                         |
|  | Zhuchengtyrannus magnus |
|  |                         |

|  | Tyrannosaurus rex                                                              |
|  |                                                                                |
|  | \| \| Tarbosaurus bataar \| \| \| \| \| \| Zhuchengtyrannus magnus \| \| \| \| |
|  |                                                                                |
|  | Tarbosaurus bataar                                                             |
|  |                                                                                |
|  | Zhuchengtyrannus magnus                                                        |
|  |                                                                                |

|  | Tarbosaurus bataar      |
|  |                         |
|  | Zhuchengtyrannus magnus |
|  |                         |

|  | Tyrannosaurus rex                                                              |
|  |                                                                                |
|  | \| \| Tarbosaurus bataar \| \| \| \| \| \| Zhuchengtyrannus magnus \| \| \| \| |
|  |                                                                                |
|  | Tarbosaurus bataar                                                             |
|  |                                                                                |
|  | Zhuchengtyrannus magnus                                                        |
|  |                                                                                |

|  | Tarbosaurus bataar      |
|  |                         |
|  | Zhuchengtyrannus magnus |
|  |                         |

|  | Tyrannosaurus rex                                                              |
|  |                                                                                |
|  | \| \| Tarbosaurus bataar \| \| \| \| \| \| Zhuchengtyrannus magnus \| \| \| \| |
|  |                                                                                |
|  | Tarbosaurus bataar                                                             |
|  |                                                                                |
|  | Zhuchengtyrannus magnus                                                        |
|  |                                                                                |

|  | Tarbosaurus bataar      |
|  |                         |
|  | Zhuchengtyrannus magnus |
|  |                         |

|  | Tyrannosaurus rex                                                              |
|  |                                                                                |
|  | \| \| Tarbosaurus bataar \| \| \| \| \| \| Zhuchengtyrannus magnus \| \| \| \| |
|  |                                                                                |
|  | Tarbosaurus bataar                                                             |
|  |                                                                                |
|  | Zhuchengtyrannus magnus                                                        |
|  |                                                                                |

|  | Tarbosaurus bataar      |
|  |                         |
|  | Zhuchengtyrannus magnus |
|  |                         |

|  | Tyrannosaurus rex                                                              |
|  |                                                                                |
|  | \| \| Tarbosaurus bataar \| \| \| \| \| \| Zhuchengtyrannus magnus \| \| \| \| |
|  |                                                                                |
|  | Tarbosaurus bataar                                                             |
|  |                                                                                |
|  | Zhuchengtyrannus magnus                                                        |
|  |                                                                                |

|  | Tarbosaurus bataar      |
|  |                         |
|  | Zhuchengtyrannus magnus |
|  |                         |

|  | Tyrannosaurus rex                                                              |
|  |                                                                                |
|  | \| \| Tarbosaurus bataar \| \| \| \| \| \| Zhuchengtyrannus magnus \| \| \| \| |
|  |                                                                                |
|  | Tarbosaurus bataar                                                             |
|  |                                                                                |
|  | Zhuchengtyrannus magnus                                                        |
|  |                                                                                |

|  | Tarbosaurus bataar      |
|  |                         |
|  | Zhuchengtyrannus magnus |
|  |                         |

|  | Tyrannosaurus rex                                                              |
|  |                                                                                |
|  | \| \| Tarbosaurus bataar \| \| \| \| \| \| Zhuchengtyrannus magnus \| \| \| \| |
|  |                                                                                |
|  | Tarbosaurus bataar                                                             |
|  |                                                                                |
|  | Zhuchengtyrannus magnus                                                        |
|  |                                                                                |

|  | Tarbosaurus bataar      |
|  |                         |
|  | Zhuchengtyrannus magnus |
|  |                         |

|  | Tyrannosaurus rex                                                              |
|  |                                                                                |
|  | \| \| Tarbosaurus bataar \| \| \| \| \| \| Zhuchengtyrannus magnus \| \| \| \| |
|  |                                                                                |
|  | Tarbosaurus bataar                                                             |
|  |                                                                                |
|  | Zhuchengtyrannus magnus                                                        |
|  |                                                                                |

|  | Tarbosaurus bataar      |
|  |                         |
|  | Zhuchengtyrannus magnus |
|  |                         |

|  | Tyrannosaurus rex                                                              |
|  |                                                                                |
|  | \| \| Tarbosaurus bataar \| \| \| \| \| \| Zhuchengtyrannus magnus \| \| \| \| |
|  |                                                                                |
|  | Tarbosaurus bataar                                                             |
|  |                                                                                |
|  | Zhuchengtyrannus magnus                                                        |
|  |                                                                                |

|  | Tarbosaurus bataar      |
|  |                         |
|  | Zhuchengtyrannus magnus |
|  |                         |

|  | Tyrannosaurus rex                                                              |
|  |                                                                                |
|  | \| \| Tarbosaurus bataar \| \| \| \| \| \| Zhuchengtyrannus magnus \| \| \| \| |
|  |                                                                                |
|  | Tarbosaurus bataar                                                             |
|  |                                                                                |
|  | Zhuchengtyrannus magnus                                                        |
|  |                                                                                |

|  | Tarbosaurus bataar      |
|  |                         |
|  | Zhuchengtyrannus magnus |
|  |                         |

|  | Tyrannosaurus rex                                                              |
|  |                                                                                |
|  | \| \| Tarbosaurus bataar \| \| \| \| \| \| Zhuchengtyrannus magnus \| \| \| \| |
|  |                                                                                |
|  | Tarbosaurus bataar                                                             |
|  |                                                                                |
|  | Zhuchengtyrannus magnus                                                        |
|  |                                                                                |

|  | Tarbosaurus bataar      |
|  |                         |
|  | Zhuchengtyrannus magnus |
|  |                         |

|  | Tyrannosaurus rex                                                              |
|  |                                                                                |
|  | \| \| Tarbosaurus bataar \| \| \| \| \| \| Zhuchengtyrannus magnus \| \| \| \| |
|  |                                                                                |
|  | Tarbosaurus bataar                                                             |
|  |                                                                                |
|  | Zhuchengtyrannus magnus                                                        |
|  |                                                                                |

|  | Tarbosaurus bataar      |
|  |                         |
|  | Zhuchengtyrannus magnus |
|  |                         |

|  | Tyrannosaurus rex                                                              |
|  |                                                                                |
|  | \| \| Tarbosaurus bataar \| \| \| \| \| \| Zhuchengtyrannus magnus \| \| \| \| |
|  |                                                                                |
|  | Tarbosaurus bataar                                                             |
|  |                                                                                |
|  | Zhuchengtyrannus magnus                                                        |
|  |                                                                                |

|  | Tarbosaurus bataar      |
|  |                         |
|  | Zhuchengtyrannus magnus |
|  |                         |

|  | Tyrannosaurus rex                                                              |
|  |                                                                                |
|  | \| \| Tarbosaurus bataar \| \| \| \| \| \| Zhuchengtyrannus magnus \| \| \| \| |
|  |                                                                                |
|  | Tarbosaurus bataar                                                             |
|  |                                                                                |
|  | Zhuchengtyrannus magnus                                                        |
|  |                                                                                |

|  | Tarbosaurus bataar      |
|  |                         |
|  | Zhuchengtyrannus magnus |
|  |                         |

|  | Tyrannosaurus rex                                                              |
|  |                                                                                |
|  | \| \| Tarbosaurus bataar \| \| \| \| \| \| Zhuchengtyrannus magnus \| \| \| \| |
|  |                                                                                |
|  | Tarbosaurus bataar                                                             |
|  |                                                                                |
|  | Zhuchengtyrannus magnus                                                        |
|  |                                                                                |

|  | Tarbosaurus bataar      |
|  |                         |
|  | Zhuchengtyrannus magnus |
|  |                         |

|  | Tyrannosaurus rex                                                              |
|  |                                                                                |
|  | \| \| Tarbosaurus bataar \| \| \| \| \| \| Zhuchengtyrannus magnus \| \| \| \| |
|  |                                                                                |
|  | Tarbosaurus bataar                                                             |
|  |                                                                                |
|  | Zhuchengtyrannus magnus                                                        |
|  |                                                                                |

|  | Tarbosaurus bataar      |
|  |                         |
|  | Zhuchengtyrannus magnus |
|  |                         |

|  | Tyrannosaurus rex                                                              |
|  |                                                                                |
|  | \| \| Tarbosaurus bataar \| \| \| \| \| \| Zhuchengtyrannus magnus \| \| \| \| |
|  |                                                                                |
|  | Tarbosaurus bataar                                                             |
|  |                                                                                |
|  | Zhuchengtyrannus magnus                                                        |
|  |                                                                                |

|  | Tarbosaurus bataar      |
|  |                         |
|  | Zhuchengtyrannus magnus |
|  |                         |

|  | Tyrannosaurus rex                                                              |
|  |                                                                                |
|  | \| \| Tarbosaurus bataar \| \| \| \| \| \| Zhuchengtyrannus magnus \| \| \| \| |
|  |                                                                                |
|  | Tarbosaurus bataar                                                             |
|  |                                                                                |
|  | Zhuchengtyrannus magnus                                                        |
|  |                                                                                |

|  | Tarbosaurus bataar      |
|  |                         |
|  | Zhuchengtyrannus magnus |
|  |                         |

|  | Tyrannosaurus rex                                                              |
|  |                                                                                |
|  | \| \| Tarbosaurus bataar \| \| \| \| \| \| Zhuchengtyrannus magnus \| \| \| \| |
|  |                                                                                |
|  | Tarbosaurus bataar                                                             |
|  |                                                                                |
|  | Zhuchengtyrannus magnus                                                        |
|  |                                                                                |

|  | Tarbosaurus bataar      |
|  |                         |
|  | Zhuchengtyrannus magnus |
|  |                         |

|  | Tyrannosaurus rex                                                              |
|  |                                                                                |
|  | \| \| Tarbosaurus bataar \| \| \| \| \| \| Zhuchengtyrannus magnus \| \| \| \| |
|  |                                                                                |
|  | Tarbosaurus bataar                                                             |
|  |                                                                                |
|  | Zhuchengtyrannus magnus                                                        |
|  |                                                                                |

|  | Tarbosaurus bataar      |
|  |                         |
|  | Zhuchengtyrannus magnus |
|  |                         |

|  | Tyrannosaurus rex                                                              |
|  |                                                                                |
|  | \| \| Tarbosaurus bataar \| \| \| \| \| \| Zhuchengtyrannus magnus \| \| \| \| |
|  |                                                                                |
|  | Tarbosaurus bataar                                                             |
|  |                                                                                |
|  | Zhuchengtyrannus magnus                                                        |
|  |                                                                                |

|  | Tarbosaurus bataar      |
|  |                         |
|  | Zhuchengtyrannus magnus |
|  |                         |

|  | Tyrannosaurus rex                                                              |
|  |                                                                                |
|  | \| \| Tarbosaurus bataar \| \| \| \| \| \| Zhuchengtyrannus magnus \| \| \| \| |
|  |                                                                                |
|  | Tarbosaurus bataar                                                             |
|  |                                                                                |
|  | Zhuchengtyrannus magnus                                                        |
|  |                                                                                |

|  | Tarbosaurus bataar      |
|  |                         |
|  | Zhuchengtyrannus magnus |
|  |                         |

|  | Tyrannosaurus rex                                                              |
|  |                                                                                |
|  | \| \| Tarbosaurus bataar \| \| \| \| \| \| Zhuchengtyrannus magnus \| \| \| \| |
|  |                                                                                |
|  | Tarbosaurus bataar                                                             |
|  |                                                                                |
|  | Zhuchengtyrannus magnus                                                        |
|  |                                                                                |

|  | Tarbosaurus bataar      |
|  |                         |
|  | Zhuchengtyrannus magnus |
|  |                         |

|  | Tyrannosaurus rex                                                              |
|  |                                                                                |
|  | \| \| Tarbosaurus bataar \| \| \| \| \| \| Zhuchengtyrannus magnus \| \| \| \| |
|  |                                                                                |
|  | Tarbosaurus bataar                                                             |
|  |                                                                                |
|  | Zhuchengtyrannus magnus                                                        |
|  |                                                                                |

|  | Tarbosaurus bataar      |
|  |                         |
|  | Zhuchengtyrannus magnus |
|  |                         |

|  | Tyrannosaurus rex                                                              |
|  |                                                                                |
|  | \| \| Tarbosaurus bataar \| \| \| \| \| \| Zhuchengtyrannus magnus \| \| \| \| |
|  |                                                                                |
|  | Tarbosaurus bataar                                                             |
|  |                                                                                |
|  | Zhuchengtyrannus magnus                                                        |
|  |                                                                                |

|  | Tarbosaurus bataar      |
|  |                         |
|  | Zhuchengtyrannus magnus |
|  |                         |

|  | Tyrannosaurus rex                                                              |
|  |                                                                                |
|  | \| \| Tarbosaurus bataar \| \| \| \| \| \| Zhuchengtyrannus magnus \| \| \| \| |
|  |                                                                                |
|  | Tarbosaurus bataar                                                             |
|  |                                                                                |
|  | Zhuchengtyrannus magnus                                                        |
|  |                                                                                |

|  | Tarbosaurus bataar      |
|  |                         |
|  | Zhuchengtyrannus magnus |
|  |                         |

|  | Gorgosaurus libratus      |
|  |                           |
|  | Albertosaurus sarcophagus |
|  |                           |

|  | Tyrannosaurus rex                                                              |
|  |                                                                                |
|  | \| \| Tarbosaurus bataar \| \| \| \| \| \| Zhuchengtyrannus magnus \| \| \| \| |
|  |                                                                                |
|  | Tarbosaurus bataar                                                             |
|  |                                                                                |
|  | Zhuchengtyrannus magnus                                                        |
|  |                                                                                |

|  | Tarbosaurus bataar      |
|  |                         |
|  | Zhuchengtyrannus magnus |
|  |                         |

|  | Tyrannosaurus rex                                                              |
|  |                                                                                |
|  | \| \| Tarbosaurus bataar \| \| \| \| \| \| Zhuchengtyrannus magnus \| \| \| \| |
|  |                                                                                |
|  | Tarbosaurus bataar                                                             |
|  |                                                                                |
|  | Zhuchengtyrannus magnus                                                        |
|  |                                                                                |

|  | Tarbosaurus bataar      |
|  |                         |
|  | Zhuchengtyrannus magnus |
|  |                         |

|  | Tyrannosaurus rex                                                              |
|  |                                                                                |
|  | \| \| Tarbosaurus bataar \| \| \| \| \| \| Zhuchengtyrannus magnus \| \| \| \| |
|  |                                                                                |
|  | Tarbosaurus bataar                                                             |
|  |                                                                                |
|  | Zhuchengtyrannus magnus                                                        |
|  |                                                                                |

|  | Tarbosaurus bataar      |
|  |                         |
|  | Zhuchengtyrannus magnus |
|  |                         |

|  | Tyrannosaurus rex                                                              |
|  |                                                                                |
|  | \| \| Tarbosaurus bataar \| \| \| \| \| \| Zhuchengtyrannus magnus \| \| \| \| |
|  |                                                                                |
|  | Tarbosaurus bataar                                                             |
|  |                                                                                |
|  | Zhuchengtyrannus magnus                                                        |
|  |                                                                                |

|  | Tarbosaurus bataar      |
|  |                         |
|  | Zhuchengtyrannus magnus |
|  |                         |

|  | Tyrannosaurus rex                                                              |
|  |                                                                                |
|  | \| \| Tarbosaurus bataar \| \| \| \| \| \| Zhuchengtyrannus magnus \| \| \| \| |
|  |                                                                                |
|  | Tarbosaurus bataar                                                             |
|  |                                                                                |
|  | Zhuchengtyrannus magnus                                                        |
|  |                                                                                |

|  | Tarbosaurus bataar      |
|  |                         |
|  | Zhuchengtyrannus magnus |
|  |                         |

|  | Tyrannosaurus rex                                                              |
|  |                                                                                |
|  | \| \| Tarbosaurus bataar \| \| \| \| \| \| Zhuchengtyrannus magnus \| \| \| \| |
|  |                                                                                |
|  | Tarbosaurus bataar                                                             |
|  |                                                                                |
|  | Zhuchengtyrannus magnus                                                        |
|  |                                                                                |

|  | Tarbosaurus bataar      |
|  |                         |
|  | Zhuchengtyrannus magnus |
|  |                         |

|  | Tyrannosaurus rex                                                              |
|  |                                                                                |
|  | \| \| Tarbosaurus bataar \| \| \| \| \| \| Zhuchengtyrannus magnus \| \| \| \| |
|  |                                                                                |
|  | Tarbosaurus bataar                                                             |
|  |                                                                                |
|  | Zhuchengtyrannus magnus                                                        |
|  |                                                                                |

|  | Tarbosaurus bataar      |
|  |                         |
|  | Zhuchengtyrannus magnus |
|  |                         |

|  | Tyrannosaurus rex                                                              |
|  |                                                                                |
|  | \| \| Tarbosaurus bataar \| \| \| \| \| \| Zhuchengtyrannus magnus \| \| \| \| |
|  |                                                                                |
|  | Tarbosaurus bataar                                                             |
|  |                                                                                |
|  | Zhuchengtyrannus magnus                                                        |
|  |                                                                                |

|  | Tarbosaurus bataar      |
|  |                         |
|  | Zhuchengtyrannus magnus |
|  |                         |

|  | Tyrannosaurus rex                                                              |
|  |                                                                                |
|  | \| \| Tarbosaurus bataar \| \| \| \| \| \| Zhuchengtyrannus magnus \| \| \| \| |
|  |                                                                                |
|  | Tarbosaurus bataar                                                             |
|  |                                                                                |
|  | Zhuchengtyrannus magnus                                                        |
|  |                                                                                |

|  | Tarbosaurus bataar      |
|  |                         |
|  | Zhuchengtyrannus magnus |
|  |                         |

|  | Tyrannosaurus rex                                                              |
|  |                                                                                |
|  | \| \| Tarbosaurus bataar \| \| \| \| \| \| Zhuchengtyrannus magnus \| \| \| \| |
|  |                                                                                |
|  | Tarbosaurus bataar                                                             |
|  |                                                                                |
|  | Zhuchengtyrannus magnus                                                        |
|  |                                                                                |

|  | Tarbosaurus bataar      |
|  |                         |
|  | Zhuchengtyrannus magnus |
|  |                         |

|  | Tyrannosaurus rex                                                              |
|  |                                                                                |
|  | \| \| Tarbosaurus bataar \| \| \| \| \| \| Zhuchengtyrannus magnus \| \| \| \| |
|  |                                                                                |
|  | Tarbosaurus bataar                                                             |
|  |                                                                                |
|  | Zhuchengtyrannus magnus                                                        |
|  |                                                                                |

|  | Tarbosaurus bataar      |
|  |                         |
|  | Zhuchengtyrannus magnus |
|  |                         |

|  | Tyrannosaurus rex                                                              |
|  |                                                                                |
|  | \| \| Tarbosaurus bataar \| \| \| \| \| \| Zhuchengtyrannus magnus \| \| \| \| |
|  |                                                                                |
|  | Tarbosaurus bataar                                                             |
|  |                                                                                |
|  | Zhuchengtyrannus magnus                                                        |
|  |                                                                                |

|  | Tarbosaurus bataar      |
|  |                         |
|  | Zhuchengtyrannus magnus |
|  |                         |

|  | Tyrannosaurus rex                                                              |
|  |                                                                                |
|  | \| \| Tarbosaurus bataar \| \| \| \| \| \| Zhuchengtyrannus magnus \| \| \| \| |
|  |                                                                                |
|  | Tarbosaurus bataar                                                             |
|  |                                                                                |
|  | Zhuchengtyrannus magnus                                                        |
|  |                                                                                |

|  | Tarbosaurus bataar      |
|  |                         |
|  | Zhuchengtyrannus magnus |
|  |                         |

|  | Tyrannosaurus rex                                                              |
|  |                                                                                |
|  | \| \| Tarbosaurus bataar \| \| \| \| \| \| Zhuchengtyrannus magnus \| \| \| \| |
|  |                                                                                |
|  | Tarbosaurus bataar                                                             |
|  |                                                                                |
|  | Zhuchengtyrannus magnus                                                        |
|  |                                                                                |

|  | Tarbosaurus bataar      |
|  |                         |
|  | Zhuchengtyrannus magnus |
|  |                         |

|  | Tyrannosaurus rex                                                              |
|  |                                                                                |
|  | \| \| Tarbosaurus bataar \| \| \| \| \| \| Zhuchengtyrannus magnus \| \| \| \| |
|  |                                                                                |
|  | Tarbosaurus bataar                                                             |
|  |                                                                                |
|  | Zhuchengtyrannus magnus                                                        |
|  |                                                                                |

|  | Tarbosaurus bataar      |
|  |                         |
|  | Zhuchengtyrannus magnus |
|  |                         |

|  | Tyrannosaurus rex                                                              |
|  |                                                                                |
|  | \| \| Tarbosaurus bataar \| \| \| \| \| \| Zhuchengtyrannus magnus \| \| \| \| |
|  |                                                                                |
|  | Tarbosaurus bataar                                                             |
|  |                                                                                |
|  | Zhuchengtyrannus magnus                                                        |
|  |                                                                                |

|  | Tarbosaurus bataar      |
|  |                         |
|  | Zhuchengtyrannus magnus |
|  |                         |

|  | Tyrannosaurus rex                                                              |
|  |                                                                                |
|  | \| \| Tarbosaurus bataar \| \| \| \| \| \| Zhuchengtyrannus magnus \| \| \| \| |
|  |                                                                                |
|  | Tarbosaurus bataar                                                             |
|  |                                                                                |
|  | Zhuchengtyrannus magnus                                                        |
|  |                                                                                |

|  | Tarbosaurus bataar      |
|  |                         |
|  | Zhuchengtyrannus magnus |
|  |                         |

|  | Tyrannosaurus rex                                                              |
|  |                                                                                |
|  | \| \| Tarbosaurus bataar \| \| \| \| \| \| Zhuchengtyrannus magnus \| \| \| \| |
|  |                                                                                |
|  | Tarbosaurus bataar                                                             |
|  |                                                                                |
|  | Zhuchengtyrannus magnus                                                        |
|  |                                                                                |

|  | Tarbosaurus bataar      |
|  |                         |
|  | Zhuchengtyrannus magnus |
|  |                         |

|  | Tyrannosaurus rex                                                              |
|  |                                                                                |
|  | \| \| Tarbosaurus bataar \| \| \| \| \| \| Zhuchengtyrannus magnus \| \| \| \| |
|  |                                                                                |
|  | Tarbosaurus bataar                                                             |
|  |                                                                                |
|  | Zhuchengtyrannus magnus                                                        |
|  |                                                                                |

|  | Tarbosaurus bataar      |
|  |                         |
|  | Zhuchengtyrannus magnus |
|  |                         |

|  | Tyrannosaurus rex                                                              |
|  |                                                                                |
|  | \| \| Tarbosaurus bataar \| \| \| \| \| \| Zhuchengtyrannus magnus \| \| \| \| |
|  |                                                                                |
|  | Tarbosaurus bataar                                                             |
|  |                                                                                |
|  | Zhuchengtyrannus magnus                                                        |
|  |                                                                                |

|  | Tarbosaurus bataar      |
|  |                         |
|  | Zhuchengtyrannus magnus |
|  |                         |

|  | Tyrannosaurus rex                                                              |
|  |                                                                                |
|  | \| \| Tarbosaurus bataar \| \| \| \| \| \| Zhuchengtyrannus magnus \| \| \| \| |
|  |                                                                                |
|  | Tarbosaurus bataar                                                             |
|  |                                                                                |
|  | Zhuchengtyrannus magnus                                                        |
|  |                                                                                |

|  | Tarbosaurus bataar      |
|  |                         |
|  | Zhuchengtyrannus magnus |
|  |                         |

|  | Tyrannosaurus rex                                                              |
|  |                                                                                |
|  | \| \| Tarbosaurus bataar \| \| \| \| \| \| Zhuchengtyrannus magnus \| \| \| \| |
|  |                                                                                |
|  | Tarbosaurus bataar                                                             |
|  |                                                                                |
|  | Zhuchengtyrannus magnus                                                        |
|  |                                                                                |

|  | Tarbosaurus bataar      |
|  |                         |
|  | Zhuchengtyrannus magnus |
|  |                         |

|  | Tyrannosaurus rex                                                              |
|  |                                                                                |
|  | \| \| Tarbosaurus bataar \| \| \| \| \| \| Zhuchengtyrannus magnus \| \| \| \| |
|  |                                                                                |
|  | Tarbosaurus bataar                                                             |
|  |                                                                                |
|  | Zhuchengtyrannus magnus                                                        |
|  |                                                                                |

|  | Tarbosaurus bataar      |
|  |                         |
|  | Zhuchengtyrannus magnus |
|  |                         |

|  | Tyrannosaurus rex                                                              |
|  |                                                                                |
|  | \| \| Tarbosaurus bataar \| \| \| \| \| \| Zhuchengtyrannus magnus \| \| \| \| |
|  |                                                                                |
|  | Tarbosaurus bataar                                                             |
|  |                                                                                |
|  | Zhuchengtyrannus magnus                                                        |
|  |                                                                                |

|  | Tarbosaurus bataar      |
|  |                         |
|  | Zhuchengtyrannus magnus |
|  |                         |

|  | Tyrannosaurus rex                                                              |
|  |                                                                                |
|  | \| \| Tarbosaurus bataar \| \| \| \| \| \| Zhuchengtyrannus magnus \| \| \| \| |
|  |                                                                                |
|  | Tarbosaurus bataar                                                             |
|  |                                                                                |
|  | Zhuchengtyrannus magnus                                                        |
|  |                                                                                |

|  | Tarbosaurus bataar      |
|  |                         |
|  | Zhuchengtyrannus magnus |
|  |                         |

|  | Tyrannosaurus rex                                                              |
|  |                                                                                |
|  | \| \| Tarbosaurus bataar \| \| \| \| \| \| Zhuchengtyrannus magnus \| \| \| \| |
|  |                                                                                |
|  | Tarbosaurus bataar                                                             |
|  |                                                                                |
|  | Zhuchengtyrannus magnus                                                        |
|  |                                                                                |

|  | Tarbosaurus bataar      |
|  |                         |
|  | Zhuchengtyrannus magnus |
|  |                         |

|  | Tyrannosaurus rex                                                              |
|  |                                                                                |
|  | \| \| Tarbosaurus bataar \| \| \| \| \| \| Zhuchengtyrannus magnus \| \| \| \| |
|  |                                                                                |
|  | Tarbosaurus bataar                                                             |
|  |                                                                                |
|  | Zhuchengtyrannus magnus                                                        |
|  |                                                                                |

|  | Tarbosaurus bataar      |
|  |                         |
|  | Zhuchengtyrannus magnus |
|  |                         |

|  | Tyrannosaurus rex                                                              |
|  |                                                                                |
|  | \| \| Tarbosaurus bataar \| \| \| \| \| \| Zhuchengtyrannus magnus \| \| \| \| |
|  |                                                                                |
|  | Tarbosaurus bataar                                                             |
|  |                                                                                |
|  | Zhuchengtyrannus magnus                                                        |
|  |                                                                                |

|  | Tarbosaurus bataar      |
|  |                         |
|  | Zhuchengtyrannus magnus |
|  |                         |

|  | Tyrannosaurus rex                                                              |
|  |                                                                                |
|  | \| \| Tarbosaurus bataar \| \| \| \| \| \| Zhuchengtyrannus magnus \| \| \| \| |
|  |                                                                                |
|  | Tarbosaurus bataar                                                             |
|  |                                                                                |
|  | Zhuchengtyrannus magnus                                                        |
|  |                                                                                |

|  | Tarbosaurus bataar      |
|  |                         |
|  | Zhuchengtyrannus magnus |
|  |                         |

|  | Tyrannosaurus rex                                                              |
|  |                                                                                |
|  | \| \| Tarbosaurus bataar \| \| \| \| \| \| Zhuchengtyrannus magnus \| \| \| \| |
|  |                                                                                |
|  | Tarbosaurus bataar                                                             |
|  |                                                                                |
|  | Zhuchengtyrannus magnus                                                        |
|  |                                                                                |

|  | Tarbosaurus bataar      |
|  |                         |
|  | Zhuchengtyrannus magnus |
|  |                         |

|  | Tyrannosaurus rex                                                              |
|  |                                                                                |
|  | \| \| Tarbosaurus bataar \| \| \| \| \| \| Zhuchengtyrannus magnus \| \| \| \| |
|  |                                                                                |
|  | Tarbosaurus bataar                                                             |
|  |                                                                                |
|  | Zhuchengtyrannus magnus                                                        |
|  |                                                                                |

|  | Tarbosaurus bataar      |
|  |                         |
|  | Zhuchengtyrannus magnus |
|  |                         |

|  | Tyrannosaurus rex                                                              |
|  |                                                                                |
|  | \| \| Tarbosaurus bataar \| \| \| \| \| \| Zhuchengtyrannus magnus \| \| \| \| |
|  |                                                                                |
|  | Tarbosaurus bataar                                                             |
|  |                                                                                |
|  | Zhuchengtyrannus magnus                                                        |
|  |                                                                                |

|  | Tarbosaurus bataar      |
|  |                         |
|  | Zhuchengtyrannus magnus |
|  |                         |

|  | Tyrannosaurus rex                                                              |
|  |                                                                                |
|  | \| \| Tarbosaurus bataar \| \| \| \| \| \| Zhuchengtyrannus magnus \| \| \| \| |
|  |                                                                                |
|  | Tarbosaurus bataar                                                             |
|  |                                                                                |
|  | Zhuchengtyrannus magnus                                                        |
|  |                                                                                |

|  | Tarbosaurus bataar      |
|  |                         |
|  | Zhuchengtyrannus magnus |
|  |                         |

|  | Tyrannosaurus rex                                                              |
|  |                                                                                |
|  | \| \| Tarbosaurus bataar \| \| \| \| \| \| Zhuchengtyrannus magnus \| \| \| \| |
|  |                                                                                |
|  | Tarbosaurus bataar                                                             |
|  |                                                                                |
|  | Zhuchengtyrannus magnus                                                        |
|  |                                                                                |

|  | Tarbosaurus bataar      |
|  |                         |
|  | Zhuchengtyrannus magnus |
|  |                         |

|  | Tyrannosaurus rex                                                              |
|  |                                                                                |
|  | \| \| Tarbosaurus bataar \| \| \| \| \| \| Zhuchengtyrannus magnus \| \| \| \| |
|  |                                                                                |
|  | Tarbosaurus bataar                                                             |
|  |                                                                                |
|  | Zhuchengtyrannus magnus                                                        |
|  |                                                                                |

|  | Tarbosaurus bataar      |
|  |                         |
|  | Zhuchengtyrannus magnus |
|  |                         |

|  | Tyrannosaurus rex                                                              |
|  |                                                                                |
|  | \| \| Tarbosaurus bataar \| \| \| \| \| \| Zhuchengtyrannus magnus \| \| \| \| |
|  |                                                                                |
|  | Tarbosaurus bataar                                                             |
|  |                                                                                |
|  | Zhuchengtyrannus magnus                                                        |
|  |                                                                                |

|  | Tarbosaurus bataar      |
|  |                         |
|  | Zhuchengtyrannus magnus |
|  |                         |

|  | Tyrannosaurus rex                                                              |
|  |                                                                                |
|  | \| \| Tarbosaurus bataar \| \| \| \| \| \| Zhuchengtyrannus magnus \| \| \| \| |
|  |                                                                                |
|  | Tarbosaurus bataar                                                             |
|  |                                                                                |
|  | Zhuchengtyrannus magnus                                                        |
|  |                                                                                |

|  | Tarbosaurus bataar      |
|  |                         |
|  | Zhuchengtyrannus magnus |
|  |                         |

|  | Tyrannosaurus rex                                                              |
|  |                                                                                |
|  | \| \| Tarbosaurus bataar \| \| \| \| \| \| Zhuchengtyrannus magnus \| \| \| \| |
|  |                                                                                |
|  | Tarbosaurus bataar                                                             |
|  |                                                                                |
|  | Zhuchengtyrannus magnus                                                        |
|  |                                                                                |

|  | Tarbosaurus bataar      |
|  |                         |
|  | Zhuchengtyrannus magnus |
|  |                         |

|  | Tyrannosaurus rex                                                              |
|  |                                                                                |
|  | \| \| Tarbosaurus bataar \| \| \| \| \| \| Zhuchengtyrannus magnus \| \| \| \| |
|  |                                                                                |
|  | Tarbosaurus bataar                                                             |
|  |                                                                                |
|  | Zhuchengtyrannus magnus                                                        |
|  |                                                                                |

|  | Tarbosaurus bataar      |
|  |                         |
|  | Zhuchengtyrannus magnus |
|  |                         |

|  | Tyrannosaurus rex                                                              |
|  |                                                                                |
|  | \| \| Tarbosaurus bataar \| \| \| \| \| \| Zhuchengtyrannus magnus \| \| \| \| |
|  |                                                                                |
|  | Tarbosaurus bataar                                                             |
|  |                                                                                |
|  | Zhuchengtyrannus magnus                                                        |
|  |                                                                                |

|  | Tarbosaurus bataar      |
|  |                         |
|  | Zhuchengtyrannus magnus |
|  |                         |

|  | Tyrannosaurus rex                                                              |
|  |                                                                                |
|  | \| \| Tarbosaurus bataar \| \| \| \| \| \| Zhuchengtyrannus magnus \| \| \| \| |
|  |                                                                                |
|  | Tarbosaurus bataar                                                             |
|  |                                                                                |
|  | Zhuchengtyrannus magnus                                                        |
|  |                                                                                |

|  | Tarbosaurus bataar      |
|  |                         |
|  | Zhuchengtyrannus magnus |
|  |                         |

|  | Tyrannosaurus rex                                                              |
|  |                                                                                |
|  | \| \| Tarbosaurus bataar \| \| \| \| \| \| Zhuchengtyrannus magnus \| \| \| \| |
|  |                                                                                |
|  | Tarbosaurus bataar                                                             |
|  |                                                                                |
|  | Zhuchengtyrannus magnus                                                        |
|  |                                                                                |

|  | Tarbosaurus bataar      |
|  |                         |
|  | Zhuchengtyrannus magnus |
|  |                         |

|  | Tyrannosaurus rex                                                              |
|  |                                                                                |
|  | \| \| Tarbosaurus bataar \| \| \| \| \| \| Zhuchengtyrannus magnus \| \| \| \| |
|  |                                                                                |
|  | Tarbosaurus bataar                                                             |
|  |                                                                                |
|  | Zhuchengtyrannus magnus                                                        |
|  |                                                                                |

|  | Tarbosaurus bataar      |
|  |                         |
|  | Zhuchengtyrannus magnus |
|  |                         |

|  | Tyrannosaurus rex                                                              |
|  |                                                                                |
|  | \| \| Tarbosaurus bataar \| \| \| \| \| \| Zhuchengtyrannus magnus \| \| \| \| |
|  |                                                                                |
|  | Tarbosaurus bataar                                                             |
|  |                                                                                |
|  | Zhuchengtyrannus magnus                                                        |
|  |                                                                                |

|  | Tarbosaurus bataar      |
|  |                         |
|  | Zhuchengtyrannus magnus |
|  |                         |

|  | Tyrannosaurus rex                                                              |
|  |                                                                                |
|  | \| \| Tarbosaurus bataar \| \| \| \| \| \| Zhuchengtyrannus magnus \| \| \| \| |
|  |                                                                                |
|  | Tarbosaurus bataar                                                             |
|  |                                                                                |
|  | Zhuchengtyrannus magnus                                                        |
|  |                                                                                |

|  | Tarbosaurus bataar      |
|  |                         |
|  | Zhuchengtyrannus magnus |
|  |                         |

|  | Tyrannosaurus rex                                                              |
|  |                                                                                |
|  | \| \| Tarbosaurus bataar \| \| \| \| \| \| Zhuchengtyrannus magnus \| \| \| \| |
|  |                                                                                |
|  | Tarbosaurus bataar                                                             |
|  |                                                                                |
|  | Zhuchengtyrannus magnus                                                        |
|  |                                                                                |

|  | Tarbosaurus bataar      |
|  |                         |
|  | Zhuchengtyrannus magnus |
|  |                         |

|  | Tyrannosaurus rex                                                              |
|  |                                                                                |
|  | \| \| Tarbosaurus bataar \| \| \| \| \| \| Zhuchengtyrannus magnus \| \| \| \| |
|  |                                                                                |
|  | Tarbosaurus bataar                                                             |
|  |                                                                                |
|  | Zhuchengtyrannus magnus                                                        |
|  |                                                                                |

|  | Tarbosaurus bataar      |
|  |                         |
|  | Zhuchengtyrannus magnus |
|  |                         |

|  | Tyrannosaurus rex                                                              |
|  |                                                                                |
|  | \| \| Tarbosaurus bataar \| \| \| \| \| \| Zhuchengtyrannus magnus \| \| \| \| |
|  |                                                                                |
|  | Tarbosaurus bataar                                                             |
|  |                                                                                |
|  | Zhuchengtyrannus magnus                                                        |
|  |                                                                                |

|  | Tarbosaurus bataar      |
|  |                         |
|  | Zhuchengtyrannus magnus |
|  |                         |

|  | Tyrannosaurus rex                                                              |
|  |                                                                                |
|  | \| \| Tarbosaurus bataar \| \| \| \| \| \| Zhuchengtyrannus magnus \| \| \| \| |
|  |                                                                                |
|  | Tarbosaurus bataar                                                             |
|  |                                                                                |
|  | Zhuchengtyrannus magnus                                                        |
|  |                                                                                |

|  | Tarbosaurus bataar      |
|  |                         |
|  | Zhuchengtyrannus magnus |
|  |                         |

|  | Tyrannosaurus rex                                                              |
|  |                                                                                |
|  | \| \| Tarbosaurus bataar \| \| \| \| \| \| Zhuchengtyrannus magnus \| \| \| \| |
|  |                                                                                |
|  | Tarbosaurus bataar                                                             |
|  |                                                                                |
|  | Zhuchengtyrannus magnus                                                        |
|  |                                                                                |

|  | Tarbosaurus bataar      |
|  |                         |
|  | Zhuchengtyrannus magnus |
|  |                         |

|  | Tyrannosaurus rex                                                              |
|  |                                                                                |
|  | \| \| Tarbosaurus bataar \| \| \| \| \| \| Zhuchengtyrannus magnus \| \| \| \| |
|  |                                                                                |
|  | Tarbosaurus bataar                                                             |
|  |                                                                                |
|  | Zhuchengtyrannus magnus                                                        |
|  |                                                                                |

|  | Tarbosaurus bataar      |
|  |                         |
|  | Zhuchengtyrannus magnus |
|  |                         |

|  | Tyrannosaurus rex                                                              |
|  |                                                                                |
|  | \| \| Tarbosaurus bataar \| \| \| \| \| \| Zhuchengtyrannus magnus \| \| \| \| |
|  |                                                                                |
|  | Tarbosaurus bataar                                                             |
|  |                                                                                |
|  | Zhuchengtyrannus magnus                                                        |
|  |                                                                                |

|  | Tarbosaurus bataar      |
|  |                         |
|  | Zhuchengtyrannus magnus |
|  |                         |

|  | Tyrannosaurus rex                                                              |
|  |                                                                                |
|  | \| \| Tarbosaurus bataar \| \| \| \| \| \| Zhuchengtyrannus magnus \| \| \| \| |
|  |                                                                                |
|  | Tarbosaurus bataar                                                             |
|  |                                                                                |
|  | Zhuchengtyrannus magnus                                                        |
|  |                                                                                |

|  | Tarbosaurus bataar      |
|  |                         |
|  | Zhuchengtyrannus magnus |
|  |                         |

|  | Tyrannosaurus rex                                                              |
|  |                                                                                |
|  | \| \| Tarbosaurus bataar \| \| \| \| \| \| Zhuchengtyrannus magnus \| \| \| \| |
|  |                                                                                |
|  | Tarbosaurus bataar                                                             |
|  |                                                                                |
|  | Zhuchengtyrannus magnus                                                        |
|  |                                                                                |

|  | Tarbosaurus bataar      |
|  |                         |
|  | Zhuchengtyrannus magnus |
|  |                         |

|  | Tyrannosaurus rex                                                              |
|  |                                                                                |
|  | \| \| Tarbosaurus bataar \| \| \| \| \| \| Zhuchengtyrannus magnus \| \| \| \| |
|  |                                                                                |
|  | Tarbosaurus bataar                                                             |
|  |                                                                                |
|  | Zhuchengtyrannus magnus                                                        |
|  |                                                                                |

|  | Tarbosaurus bataar      |
|  |                         |
|  | Zhuchengtyrannus magnus |
|  |                         |

|  | Tyrannosaurus rex                                                              |
|  |                                                                                |
|  | \| \| Tarbosaurus bataar \| \| \| \| \| \| Zhuchengtyrannus magnus \| \| \| \| |
|  |                                                                                |
|  | Tarbosaurus bataar                                                             |
|  |                                                                                |
|  | Zhuchengtyrannus magnus                                                        |
|  |                                                                                |

|  | Tarbosaurus bataar      |
|  |                         |
|  | Zhuchengtyrannus magnus |
|  |                         |

|  | Tyrannosaurus rex                                                              |
|  |                                                                                |
|  | \| \| Tarbosaurus bataar \| \| \| \| \| \| Zhuchengtyrannus magnus \| \| \| \| |
|  |                                                                                |
|  | Tarbosaurus bataar                                                             |
|  |                                                                                |
|  | Zhuchengtyrannus magnus                                                        |
|  |                                                                                |

|  | Tarbosaurus bataar      |
|  |                         |
|  | Zhuchengtyrannus magnus |
|  |                         |

|  | Tyrannosaurus rex                                                              |
|  |                                                                                |
|  | \| \| Tarbosaurus bataar \| \| \| \| \| \| Zhuchengtyrannus magnus \| \| \| \| |
|  |                                                                                |
|  | Tarbosaurus bataar                                                             |
|  |                                                                                |
|  | Zhuchengtyrannus magnus                                                        |
|  |                                                                                |

|  | Tarbosaurus bataar      |
|  |                         |
|  | Zhuchengtyrannus magnus |
|  |                         |

|  | Tyrannosaurus rex                                                              |
|  |                                                                                |
|  | \| \| Tarbosaurus bataar \| \| \| \| \| \| Zhuchengtyrannus magnus \| \| \| \| |
|  |                                                                                |
|  | Tarbosaurus bataar                                                             |
|  |                                                                                |
|  | Zhuchengtyrannus magnus                                                        |
|  |                                                                                |

|  | Tarbosaurus bataar      |
|  |                         |
|  | Zhuchengtyrannus magnus |
|  |                         |

|  | Tyrannosaurus rex                                                              |
|  |                                                                                |
|  | \| \| Tarbosaurus bataar \| \| \| \| \| \| Zhuchengtyrannus magnus \| \| \| \| |
|  |                                                                                |
|  | Tarbosaurus bataar                                                             |
|  |                                                                                |
|  | Zhuchengtyrannus magnus                                                        |
|  |                                                                                |

|  | Tarbosaurus bataar      |
|  |                         |
|  | Zhuchengtyrannus magnus |
|  |                         |

|  | Tyrannosaurus rex                                                              |
|  |                                                                                |
|  | \| \| Tarbosaurus bataar \| \| \| \| \| \| Zhuchengtyrannus magnus \| \| \| \| |
|  |                                                                                |
|  | Tarbosaurus bataar                                                             |
|  |                                                                                |
|  | Zhuchengtyrannus magnus                                                        |
|  |                                                                                |

|  | Tarbosaurus bataar      |
|  |                         |
|  | Zhuchengtyrannus magnus |
|  |                         |

|  | Tyrannosaurus rex                                                              |
|  |                                                                                |
|  | \| \| Tarbosaurus bataar \| \| \| \| \| \| Zhuchengtyrannus magnus \| \| \| \| |
|  |                                                                                |
|  | Tarbosaurus bataar                                                             |
|  |                                                                                |
|  | Zhuchengtyrannus magnus                                                        |
|  |                                                                                |

|  | Tarbosaurus bataar      |
|  |                         |
|  | Zhuchengtyrannus magnus |
|  |                         |

|  | Tyrannosaurus rex                                                              |
|  |                                                                                |
|  | \| \| Tarbosaurus bataar \| \| \| \| \| \| Zhuchengtyrannus magnus \| \| \| \| |
|  |                                                                                |
|  | Tarbosaurus bataar                                                             |
|  |                                                                                |
|  | Zhuchengtyrannus magnus                                                        |
|  |                                                                                |

|  | Tarbosaurus bataar      |
|  |                         |
|  | Zhuchengtyrannus magnus |
|  |                         |

|  | Tyrannosaurus rex                                                              |
|  |                                                                                |
|  | \| \| Tarbosaurus bataar \| \| \| \| \| \| Zhuchengtyrannus magnus \| \| \| \| |
|  |                                                                                |
|  | Tarbosaurus bataar                                                             |
|  |                                                                                |
|  | Zhuchengtyrannus magnus                                                        |
|  |                                                                                |

|  | Tarbosaurus bataar      |
|  |                         |
|  | Zhuchengtyrannus magnus |
|  |                         |

### Specie precedentemente assegnate
Diverse specie furono erroneamente assegnate a Gorgosaurus nel 20º secolo. Un cranio completo di un piccolo tirannosauride (CMNH 7541), rinvenuto nella Formazione Hell Creek, risalente al tardo Maastrichtiano, nel Montana, venne nominato Gorgosaurus lancensis da Charles Whitney Gilmore, nel 1946. Questo esemplare fu in seguito ribattezzato Nanotyrannus da Bob Bakker e colleghi, nel 1988. Attualmente, la maggior parte dei paleontologi considerano Nanotyrannus come un esemplare adolescente di Tyrannosaurus rex. Allo stesso modo, Evgeny Maleev creò i nomi Gorgosaurus lancinator e Gorgosaurus novojilovi per due piccoli esemplari di tirannosauridi (PIN 553-1 e PIN 552–2) rinvenuti nella Formazione Nemegt della Mongolia, nel 1955. Kenneth Carpenter ribattezzò l'esemplare più piccolo Maleevosaurus novojilovi, nel 1992, ma entrambi sono ora considerati esemplari giovani di Tarbosaurus bataar.

## Storia della scoperta

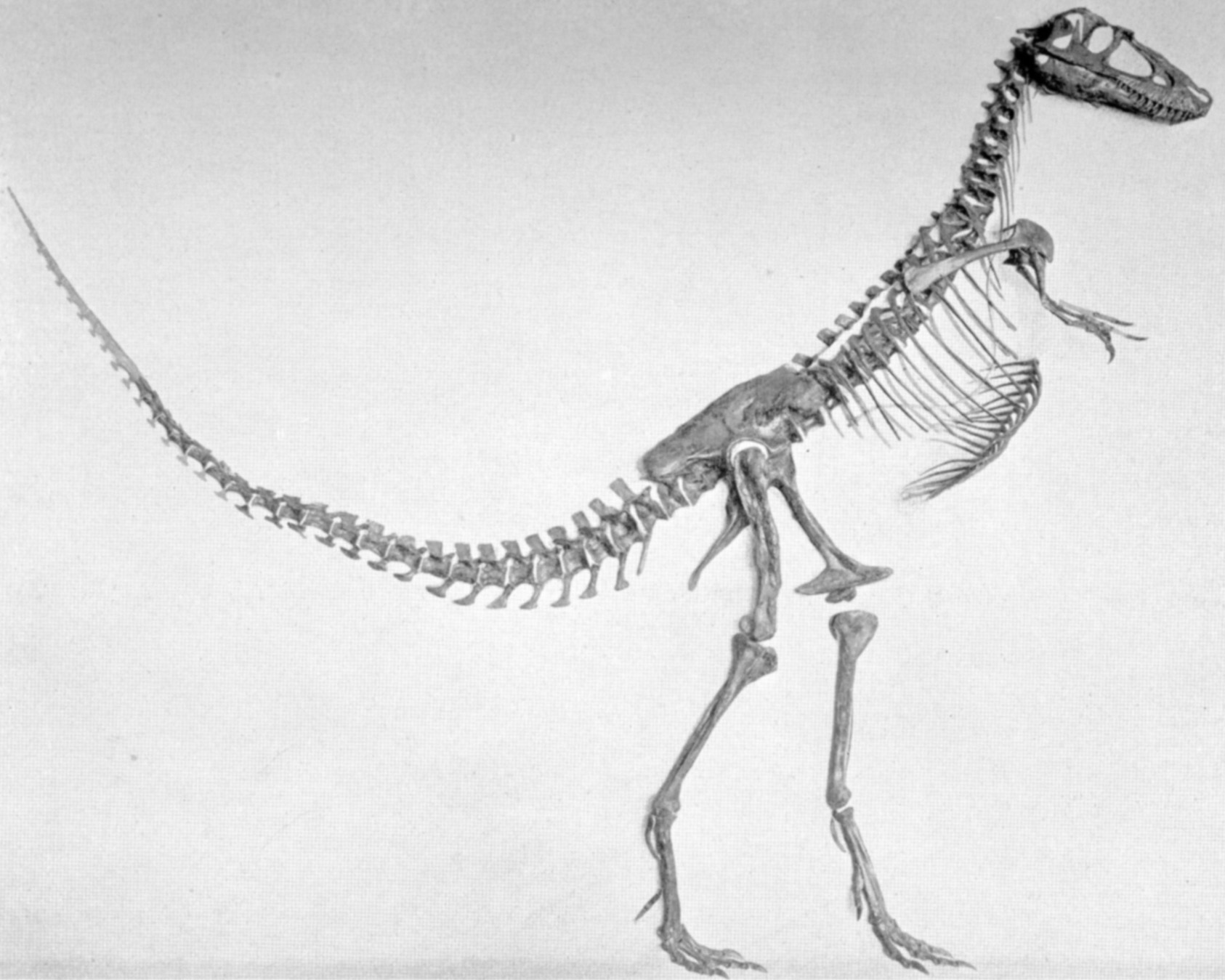
Esemplare tipo di Gorgosaurus sternbergi (AMNH 5664), ora riconosciuto come un giovane Gorgosaurus libratus

Gorgosaurus libratus fu descritto per la prima volta da Lawrence Lambe nel 1914. Il nome del genere Gorgosaurus deriva dal greco γοργος/gorgos che significa "feroce" o "terribile", e σαυρος/saurus ossia "lucertola". Il nome della specie tipo, libratus, significa "equilibrato", ed è il participio passato del verbo latino librare, che significa "bilanciare".

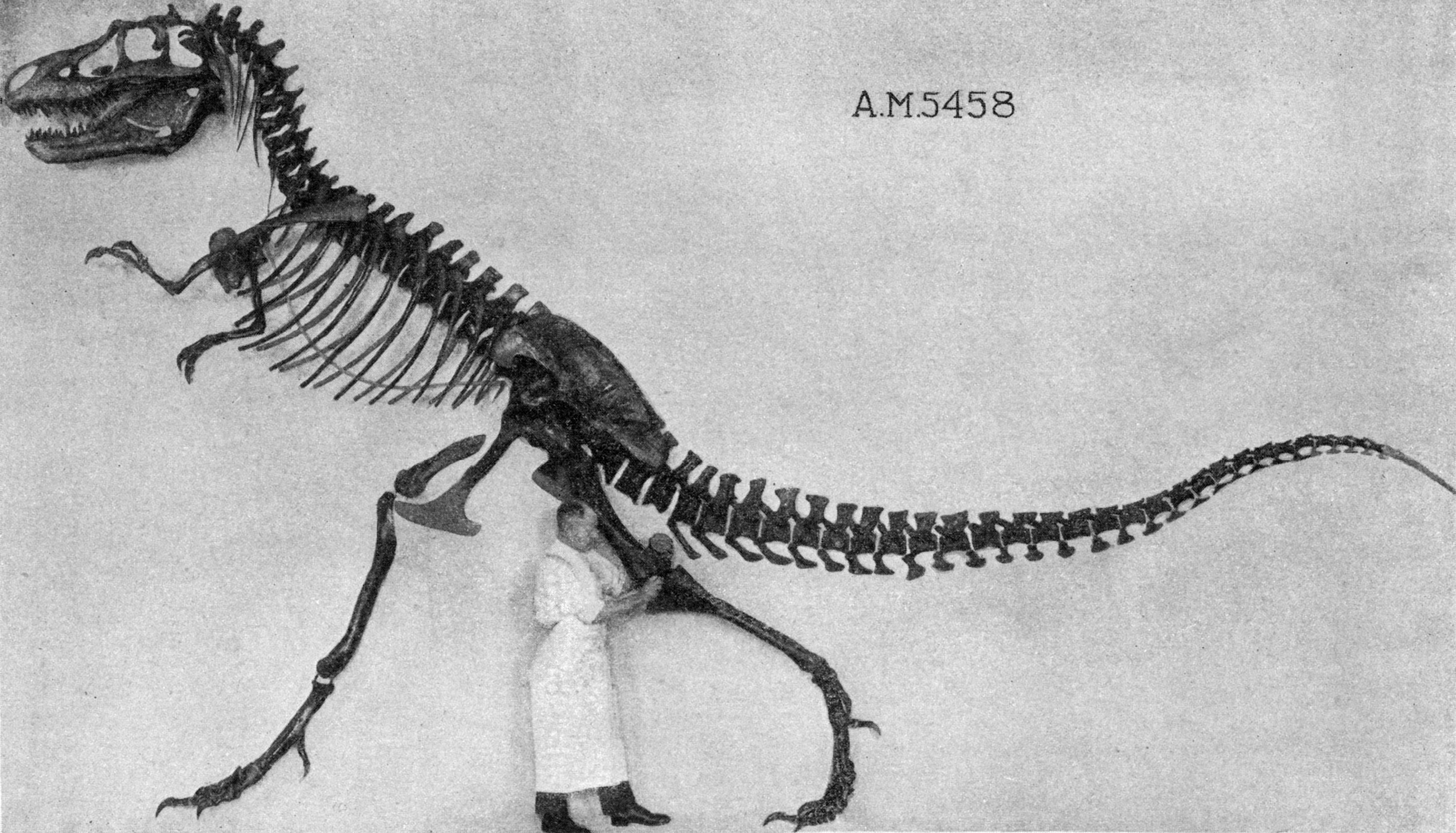
Esemplare AMNH 5458

L'olotipo di Gorgosaurus libratus (NMC 2120) è composto da uno scheletro quasi completo associato a un cranio, scoperto nel 1913 da Charles M. Sternberg. Questo esemplare è stato il primo esemplare di tirannosauride ritrovato con una mano completa. L'esemplare venne rinvenuto all'interno della Formazione Dinosaur Park in Alberta ed è attualmente custodito presso il Canadian Museum of Nature di Ottawa. I cercatori dell'American Museum of Natural History di New York erano attivi nello stesso periodo lungo il fiume Red Deer in Alberta, raccogliendo centinaia di spettacolari esemplari di dinosauri, tra cui quattro crani completi di G. libratus, tre dei quali erano associati a scheletri. Matthew e Brown descrissero quattro di questi esemplari nel 1923.
Matthew e Brown descrissero anche un quinto scheletro (AMNH 5664), che Charles H. Sternberg aveva raccolto nel 1917 e venduto al loro museo. Era più piccolo degli altri esemplari di Gorgosaurus, con un cranio più basso e più leggero e proporzioni degli arti più allungate, e molte delle suture tra le ossa non erano fuse. Matthew e Brown notarono che queste caratteristiche sono distintive dei giovani tirannosauridi, ma lo descrissero comunque come l'olotipo di una nuova specie, G. sternbergi. Oggigiorno, i paleontologi considerano questo esemplare come un giovane G. libratus. Decine di altri esemplari sono stati scavati nella Formazione Dinosaur Park e sono ospitati in diversi musei degli Stati Uniti e Canada. G. libratus è la specie di tirannosauride meglio rappresentata nella documentazione fossile, conosciuto da una serie di crescita praticamente completa.

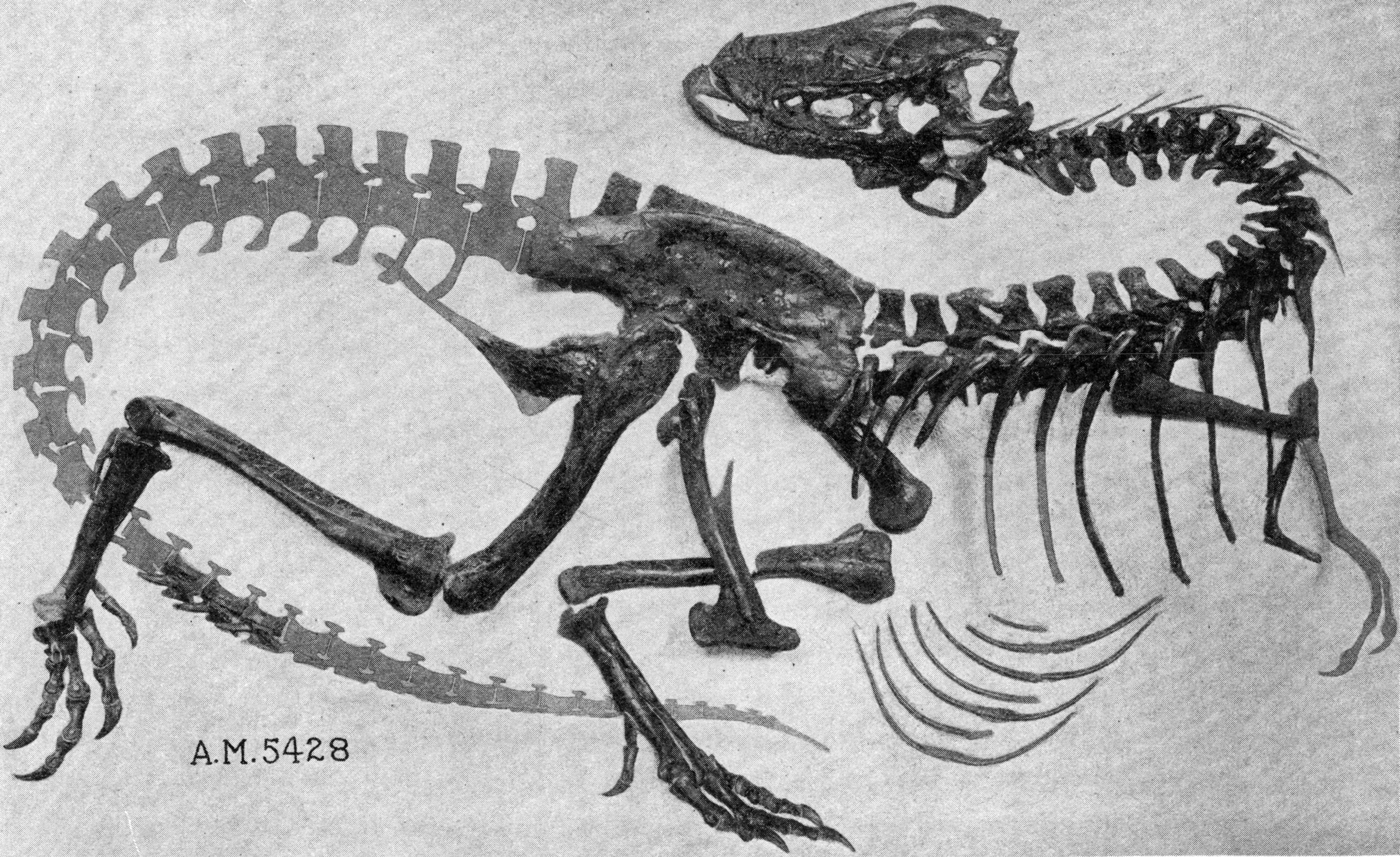
Esemplare USNM 12814 (precedentemente AMNH 5428)

Nel 1856, Joseph Leidy descrisse due denti premascellari appartenenti a tirannosauridi nel Montana. Sebbene non vi fosse alcuna indicazione sull'aspetto dell'animale, i denti erano grandi e robusti e Leidy diede loro il nome Deinodon. Matthew e Brown commentarono nel 1922 che questi denti erano indistinguibili da quelli di Gorgosaurus, ma in assenza di resti scheletrici di Deinodon, scelsero di non sinonimizzare inequivocabilmente i due generi, nominando provvisoriamente ?Deinodon libratus. Sebbene i denti di Deinodon siano molto simili a quelli di Gorgosaurus, i denti dei tirannosauridi sono estremamente uniformi, quindi non si può dire con certezza a quale animale appartenessero. Deinodon è oggi generalmente considerato un nomen dubium. Ulteriori probabili sinonimi di G. libratus e/o D. horridus includono Laelaps falculus, Laelaps hazenianus, Laelaps incrassatus e Dryptosaurus kenabekides.
Diversi scheletri di tirannosauridi rinvenuti nella Formazione Two Medicine e nella Formazione Judith River del Montana appartengono probabilmente a Gorgosaurus, anche se rimane incerto se appartengano alla specie G. libratus o ad una nuova specie. Un esemplare proveniente dal Montana (TCMI 2001.89.1), conservato nel Museo dei bambini di Indianapolis, mostra evidenti segni di gravi patologie, tra cui fratture guarite nelle ossa delle gambe, costole e vertebre, un'osteomielite (infezione) sulla punta della mandibola con conseguente perdita permanente dei denti e forse un tumore al cervello.
Originariamente, diversi denti e resti frammentari provenienti da Kogosukruk Tongue, nella Formazione Prince Creek, Alaska, furono inizialmente riferiti a Gorgosaurus. Successivamente, quando si capì che la località era più giovane di quanto si pensasse in precedenza, il consenso passò a riferire i denti sotto il genere Albertosaurus, fino al 2014 quando questi resti furono formalmente descritti ed attribuiti ad un proprio genere e specie, Nanuqsaurus hoglundi.

## Paleobiologia

### Alimentazione

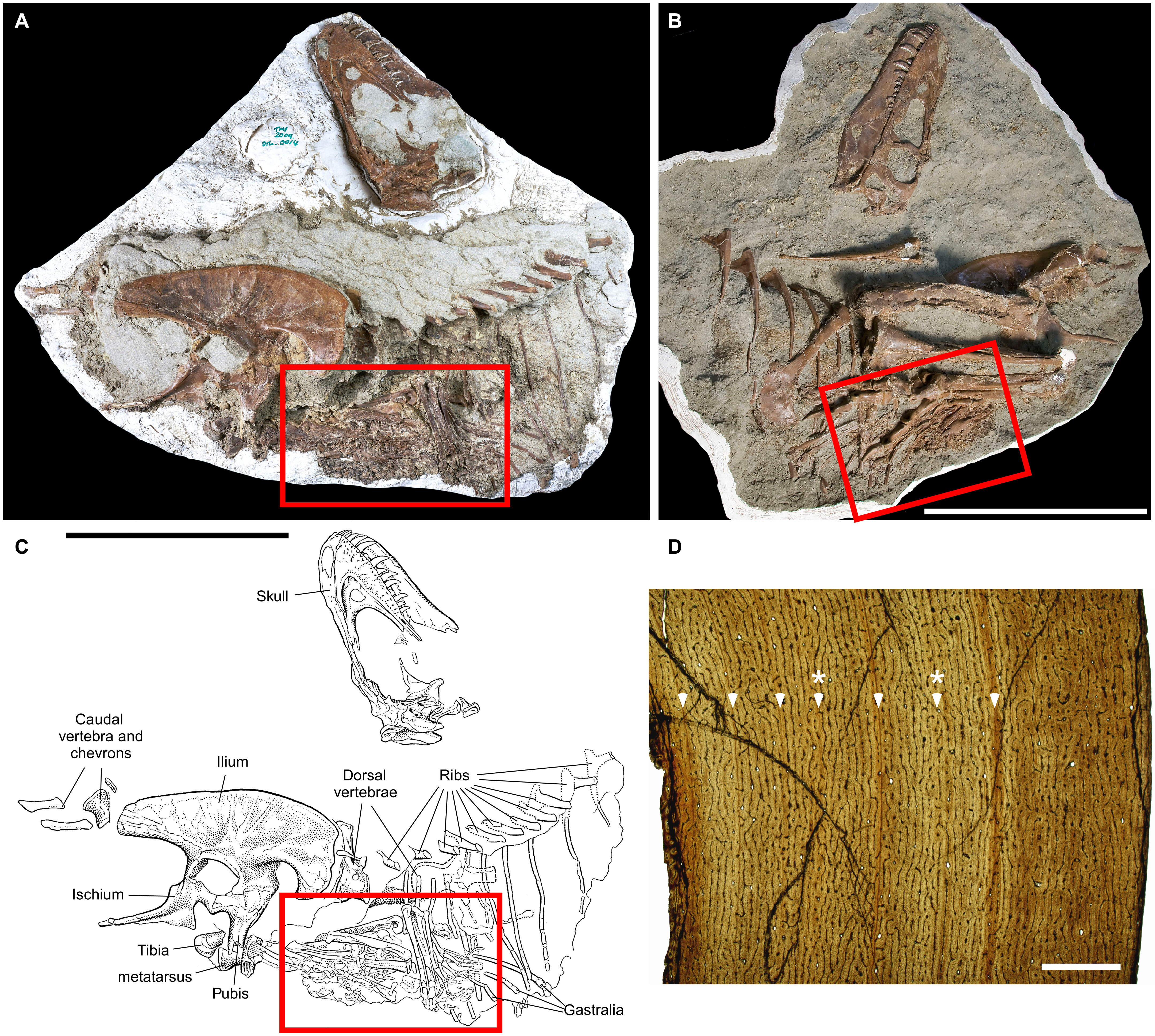
Esemplare giovanile di Gorgosaurus (TMP 2009.12.14), caratterizzato dal contenuto dello stomaco comprendente resti di Citipes

Proprio come gli altri tirannosauridi, la forza del morso di Gorgosaurus e Albertosaurus aumentava lentamente tra gli individui giovani, per poi aumentare in modo esponenziale quando raggiungevano lo stadio adolescenziale avanzato. Nel 2012, Jovannelly e Lane stimarono che Gorgosaurus potesse esercitare una forza del morso di almeno 22.000, forse fino a 42.000 newton. Altri paleontologi hanno prodotto stime della forza del morso significativamente inferiori. Nel 2021, dato che il più grande Gorgosaurus sarebbe stato capace di esercitare una forza del morso simile a quella di esemplari di Tyrannosaurus di dimensioni simili, Therrien e colleghi hanno proposto che la forza di morso massima che poteva essere prodotta dagli albertosaurini adulti fosse compresa tra i 12.200 e i 21.800 newton. Nel 2022, Sakamoto stimò che Gorgosaurus avesse una forza del morso anteriore di 6.418 newton e una forza del morso posteriore di 13.817 newton.
Nel 2023, venne descritto un giovane esemplare di Gorgosaurus (TMP 2009.12.14) caratterizzato dalla presenza del contenuto dello stomaco in situ contenente due giovani oviraptorosauri Citipes, rinvenuto nella Formazione Dinosaur Park. Questo esemplare avrebbe avuto circa 5-7 anni al momento della morte, misurava circa 4 metri di lunghezza e pesava circa 335 chilogrammi, molto più grande dei due giovani Citipes che pesavano circa 9–12 chilogrammi, contrariamente al presupposto che i tirannosauridi si nutrissero di prede di dimensioni simili alle loro, una volta raggiunto un peso di 16–32 chilogrammi, indicando che i giovani tirannosauridi consumassero ancora prede piccole dopo aver superato una certa soglia di dimensione. La scoperta di questo esemplare indica che i tirannosauridi, probabilmente, non cacciassero in branchi multigenerazionali, poiché le dimensioni delle prede erano troppo piccole per essere condivise con i loro conspecifici. Si tratta anche di una prova alimentare diretta che rafforza la teoria del “cambiamento dietetico ontogenetico” per i tirannosauridi, come precedentemente dedotto dalla modellazione ecologica e dalle caratteristiche anatomiche tra i diversi gruppi di età. In questo modello, gli individui giovani si nutrivano di prede significativamente diverse rispetto agli adulti, cambiando man mano la propria dieta durante la loro crescita. All'interno del contenuto dello stomaco di questo esemplare sono stati rinvenuti solamente i resti degli arti posteriori e delle vertebre caudali dei giovani Citipes, suggerendo che i giovani Gorgosaurus prediligessero le parti del corpo con più muscoli.

### Crescita

Un grafico che mostra le curve di crescita ipotizzate (massa corporea rispetto all'età) di quattro tirannosauridi. Gorgosaurus in blu.

Gregory Erickson e colleghi sono stati in grado di studiare la crescita e l'ontogenesi dei tirannosauridi utilizzando l'istologia ossea, che può determinare l'età di un esemplare al momento della sua morte. In questi studi, una curva di crescita può essere sviluppata quando le età dei vari individui vengono tracciate rispetto alle loro dimensioni su un grafico. I tirannosauridi crescevano per tutta la vita, ma subivano enormi scatti di crescita per circa quattro anni, dopo una prolungata fase giovanile. La maturità sessuale potrebbe aver posto fine a questa fase di rapida crescita, dopo la quale la crescita rallentava notevolmente negli individui adulti. Esaminando cinque esemplari di Gorgosaurus di varie dimensioni, Erickson calcolò un tasso di crescita massimo di circa 50 kg all'anno durante la fase di crescita rapida, un tasso più lento rispetto ai tirannosaurini come Daspletosaurus e Tyrannosaurus, ma paragonabile a quello osservato in Albertosaurus.
Gorgosaurus trascorreva quasi metà della sua vita nella fase giovanile prima di raggiungere le sue dimensioni massime in pochi anni. Ciò, insieme alla completa mancanza di predatori di dimensioni intermedie tra gli enormi tirannosauridi adulti e altri piccoli teropodi, suggerisce che questa nicchia ecologica fosse occupata dagli individui adolescenti, che si nutrivano di prede ben diverse dagli adulti. Questo modello è riscontrabile anche nei moderni draghi di Komodo, in cui i piccoli iniziano la loro vita come insettivori arboricoli per poi maturare lentamente in superpredatori capaci di abbattere grandi vertebrati. Alcuni tirannosauridi, incluso Albertosaurus, sono stati ritrovati in gran numero in diversi bonebeds, in cui erano presenti diversi individui di differenti età. Queste aggregazioni potrebbero rappresentare branchi composti da individui di età differenti, tuttavia non ci sono prove concrete di un comportamento gregario in Gorgosaurus.

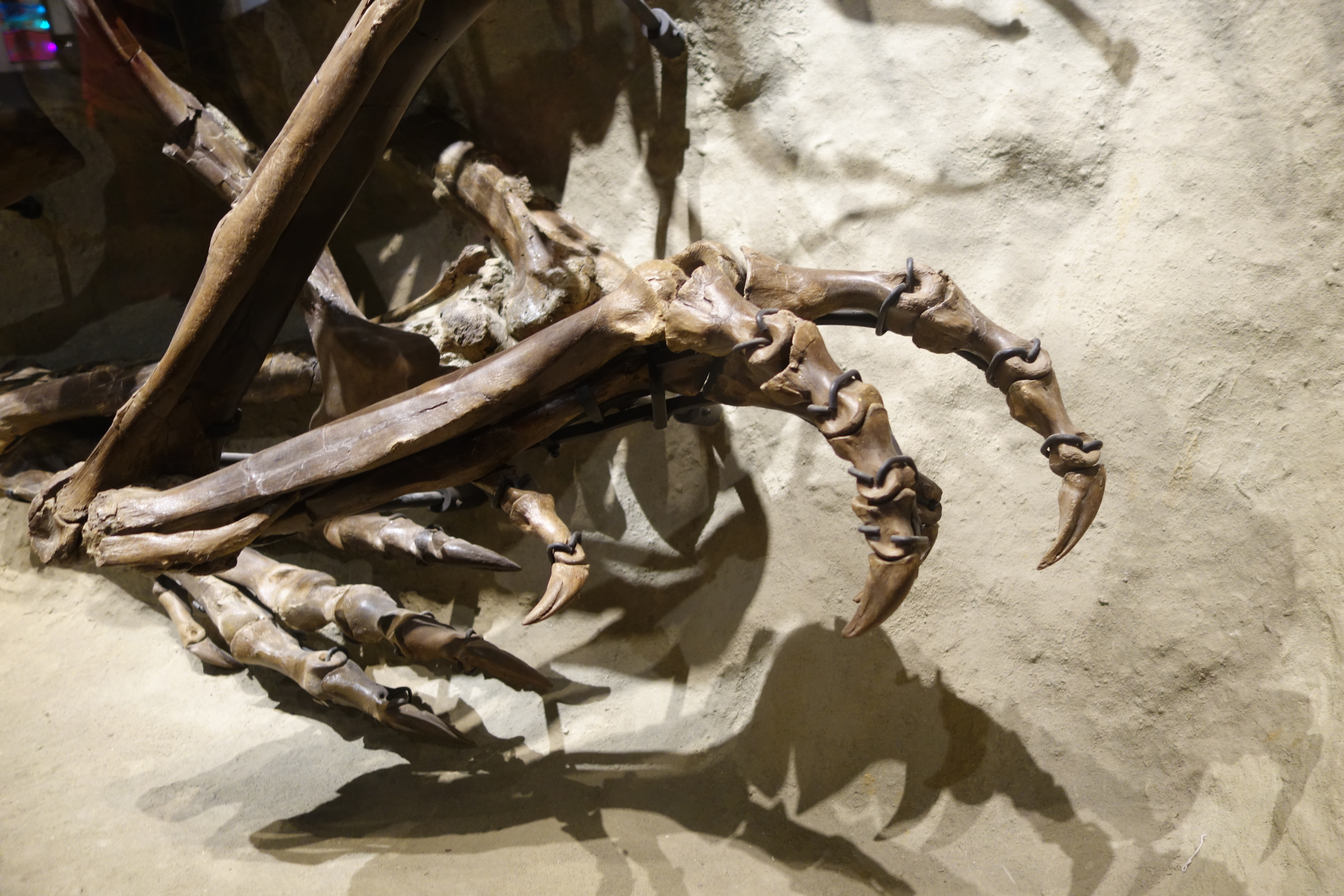
Scheletro dell'arto posteriore

La scoperta di due crani eccezionalmente conservati appartenenti a individui giovanili, mostra che Gorgosaurus subisse un cambiamento morfologico da giovani gracili ad adulti robusti in età piuttosto precoce rispetto a Tyrannosaurus, al quale è stato confrontato in uno studio pubblicato da Jared Voris et al., suggerendo che i cambiamenti ontogenetici si verificassero a circa 5-7 anni di età. Tuttavia, entrambi i generi subivano questa trasformazione ontogenetica con una percentuale simile della lunghezza del cranio rispetto ai grandi individui adulti conosciuti. Allo stesso modo, i risultati dello studio indicano che esiste una dissociazione tra le dimensioni del corpo e lo sviluppo del cranio nei tirannosauri, consentendo allo stesso tempo una migliore identificazione dei resti di individui giovanili che potrebbero essere stati erroneamente identificati nelle collezioni di fossili dei musei. Si stima che il cambiamento ontogenetico nella dieta di Gorgosaurus e Albertosaurus si verificasse quando la lunghezza della mandibola raggiungeva i 58 centimetri, indicando che questo fosse lo stadio in cui la forza del morso aumentava esponenzialmente consentendo all'animale di affrontare prede più grandi e robuste.

### Paleopatologie

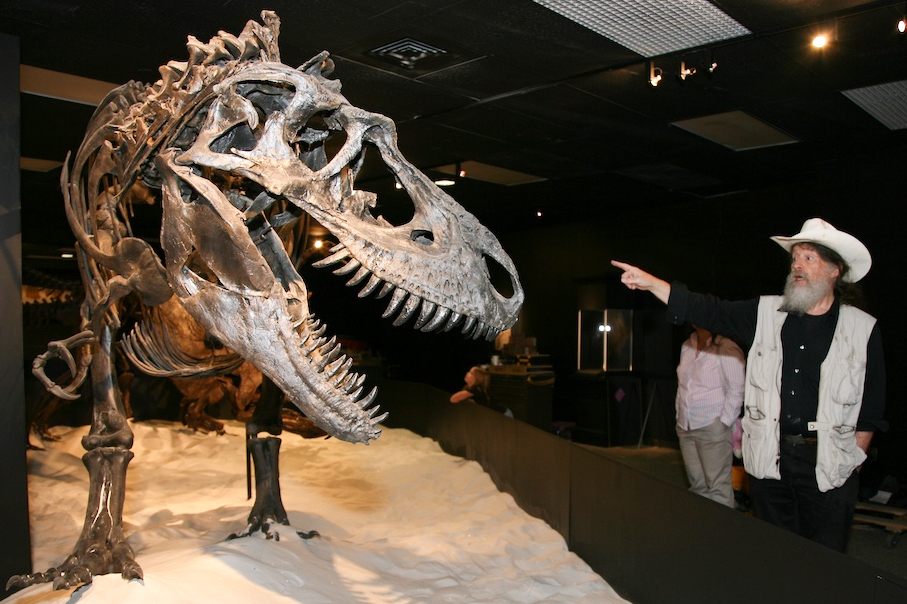
Robert Bakker e uno scheletro con diverse lesioni ossee, dall'esposizione "Dinosaur Mummy: CSI" all'HMNS

L'olotipo di Gorgosaurus libratus (NMC 2120) presenta diverse patologie documentate, che includono la terza costola dorsale destra, nonché fratture guarite della 13ª e 14ª gastralia e del perone sinistro. Il quarto foro metatarsale sinistro era irruvidito da un'esostosi sia al centro che all'estremità. La terza falange del terzo dito destro è deformata, e l'artiglio su quel dito è stato descritto come "piuttosto piccolo e amorfo". Le tre patologie potrebbero essere state inferte in un singolo scontro con un altro dinosauro.

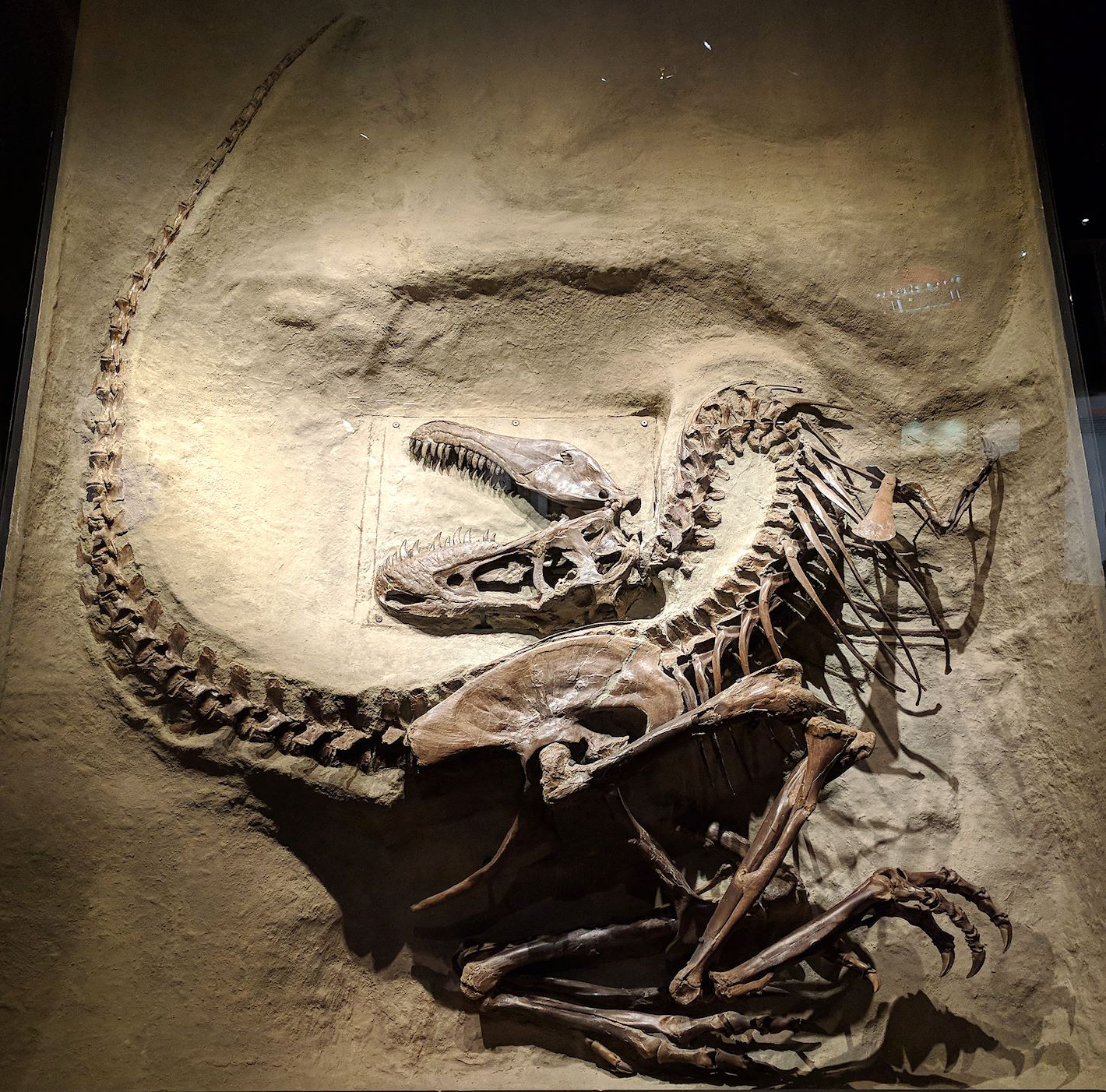
Esemplare TMP91.36.500 in "posa di morte", al Royal Tyrrell Museum

Un altro esemplare catalogato come TMP94.12.602 presenta molteplici patologie. Una frattura longitudinale di 10 centimetri al centro dell'corpo centrale del perone destro. Molteplici costole presentano fratture guarite, e l'esemplare presenta una gastralia pseudoartrotica. Erano inoltre presenti diverse lesioni da morso ricevute al viso, che tuttavia mostravano segni di guarigione, indicando che l'animale fosse sopravvissuto a queste patologie, prima di morire.
L'esemplare TMP91.36.500 è un altro Gorgosaurus che presenta ferite da morso sul muso, oltre ad una frattura completamente guarita nel perone destro. Era presente anche una frattura guarita della mandibola, e ciò che gli autori descrivendo il campione chiamavano "un'iperostosia a forma di fungo della falange del piede destro". Ralph Molnar ha ipotizzato che questo potrebbe essere lo stesso tipo di patologia che affligge un ornitomimide non identificato, scoperto con una crescita a forma di fungo simile sull'osso di un dito del piede. L'esemplare TMP91.36.500 è inoltre conservato nella caratteristica posa di morte.
Un altro esemplare presenta una frattura poco rimarginata del perone destro, che ha lasciato un grosso callo sull'osso. In uno studio del 2001 condotto da Bruce Rothschild e altri paleontologi, 54 ossa del piede riferite a Gorgosaurus sono state esaminate alla ricerca di segni da frattura da stress, ma non ne è stata trovata alcuna.

## Paleoecologia

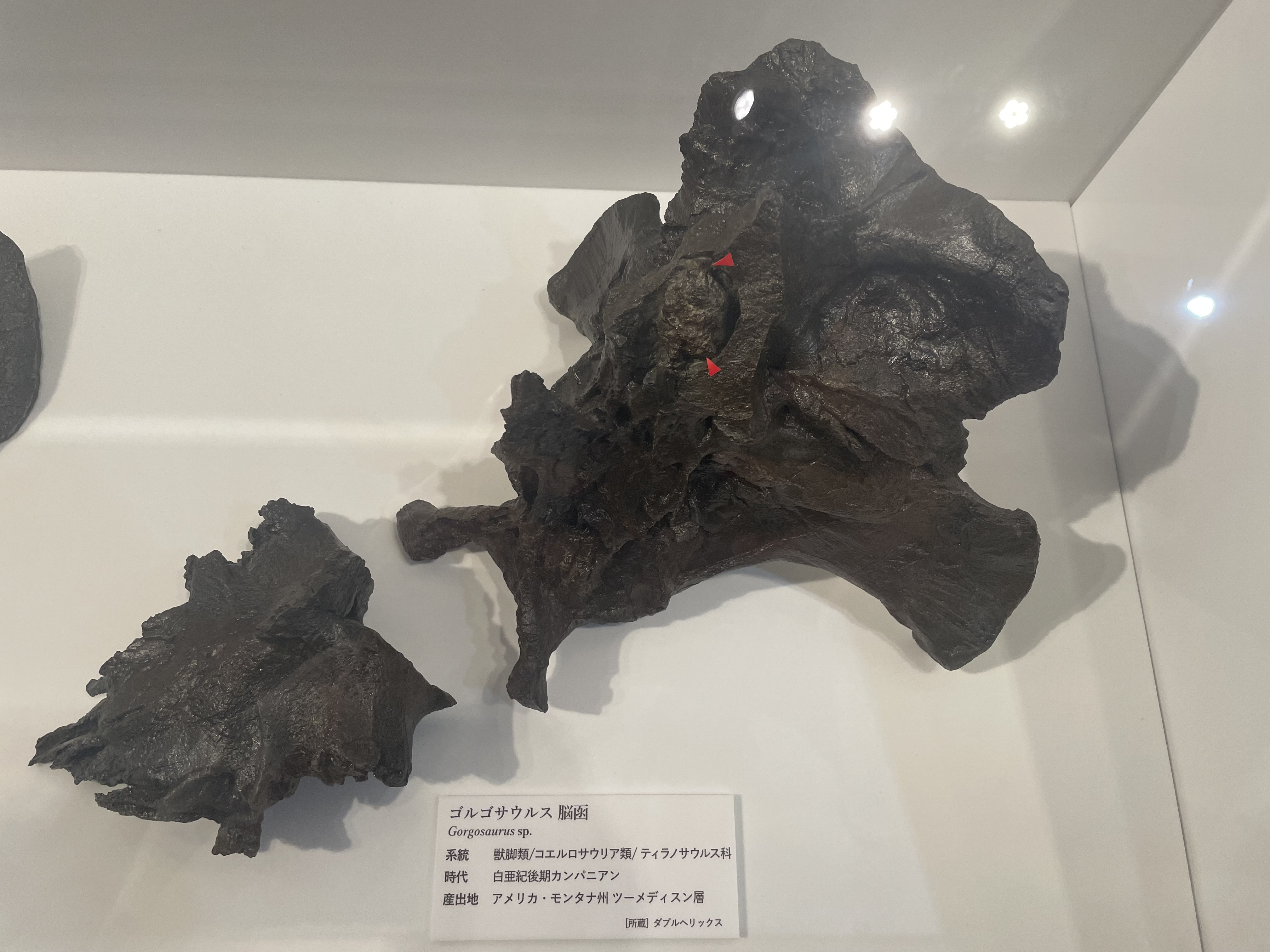
Neurocranium di Gorgosaurus

La maggior parte degli esemplari fossili di Gorgosaurus libratus sono stati recuperati all'interno della Formazione Dinosaur Park, in Alberta. Questa formazione risale alla metà del Campaniano, tra i 76,5 e i 74,8 milioni di anni fa, e gli esemplari di Gorgosaurus libratus sono stati rinvenuti specificamente dalla sezione inferiore a quella centrale della formazione, tra i 76,6 e i 75,1 milioni di anni fa. Possibili resti di Gorgosaurus sono stati rinvenuti sia la Formazione Two Medicine che la Judith River del Montana. A quel tempo, l'area era una pianura costiera lungo il confine occidentale del Mare Interno Occidentale, che divideva a metà il Nord America. L'orogenesi laramide aveva iniziato a sollevare le Montagne Rocciose a ovest, da dove scorrevano grandi fiumi che depositavano sedimenti erosi in vaste pianure alluvionali lungo la costa. Il clima era subtropicale con marcata stagionalità e periodiche siccità che, talvolta, provocavano massicce mortalità tra i grandi branchi di dinosauri, come rappresentato nei numerosi depositi di bone beds conservati nella Formazione Dinosaur Park. Le conifere formavano la canopia della foresta, mentre il sottobosco era costituito da felci, felci arboree e angiosperme. Circa 73 milioni di anni fa, la via marittima iniziò ad espandersi in aree precedentemente sopra il livello del mare, sommergendo l'ecosistema del Dinosaur Park. Le prove di questa trasgressione marina, chiamata Bearpaw Sea, sono registrate dai sedimenti marini del massiccio Bearpaw Shale.
Come il nome suggerisce, la Formazione Dinosaur Park conserva una grande ricchezza di fossili di vertebrati, in particolare diversi taxon di dinosauri. Un'ampia varietà di pesci nuotava nei fiumi e negli estuari, inclusi lucci, storioni, squali e razze, tra gli altri. Rane, salamandre, tartarughe, coccodrilli e champsosauri condividevano le zone umide della regione. Il cielo era solcato da grandi pterosauri azhdarchidi e uccelli orniturini, come Apatornis, mentre il sottobosco era popolato da piccoli animali come l'enantiornitino Avisaurus e diversi mammiferi multitubercolati, metatheri e eutheri. Il sottobosco era anche casa di numerose specie di lucertole, tra cui tegu, scinchi, varani e lucertole alligatore. I fossili di dinosauro, in particolare, si trovano con un'abbondanza e una diversità senza eguali. Enormi branchi di ceratopsidi vagavano per le pianure alluvionali insieme a gruppi altrettanto grandi di hadrosauri saurolofini e lambeosaurini. Altri gruppi di erbivori presenti, includono ornitomimidi, therizinosauri, pachycephalosauri, piccoli ornithopodi, nodosauridi e ankylosauridi. Piccoli dinosauri predatori come oviraptorosauri, troodontidi e dromaeosauridi, cacciavano prede più piccole rispetto agli enormi tirannosauridi della regione; Daspletosaurus e Gorgosaurus, che avevano una massa di due ordini di grandezza maggiore. Le nicchie predatorie intermedie potrebbero essere state riempite dai giovani tirannosauridi. Una mandibola di Saurornitholestes  rinvenuta all'interno di questa formazione, presenta i segni dei denti di un giovane tirannosauride, forse un Gorgosaurus.

### Coesistenza conDaspletosaurus

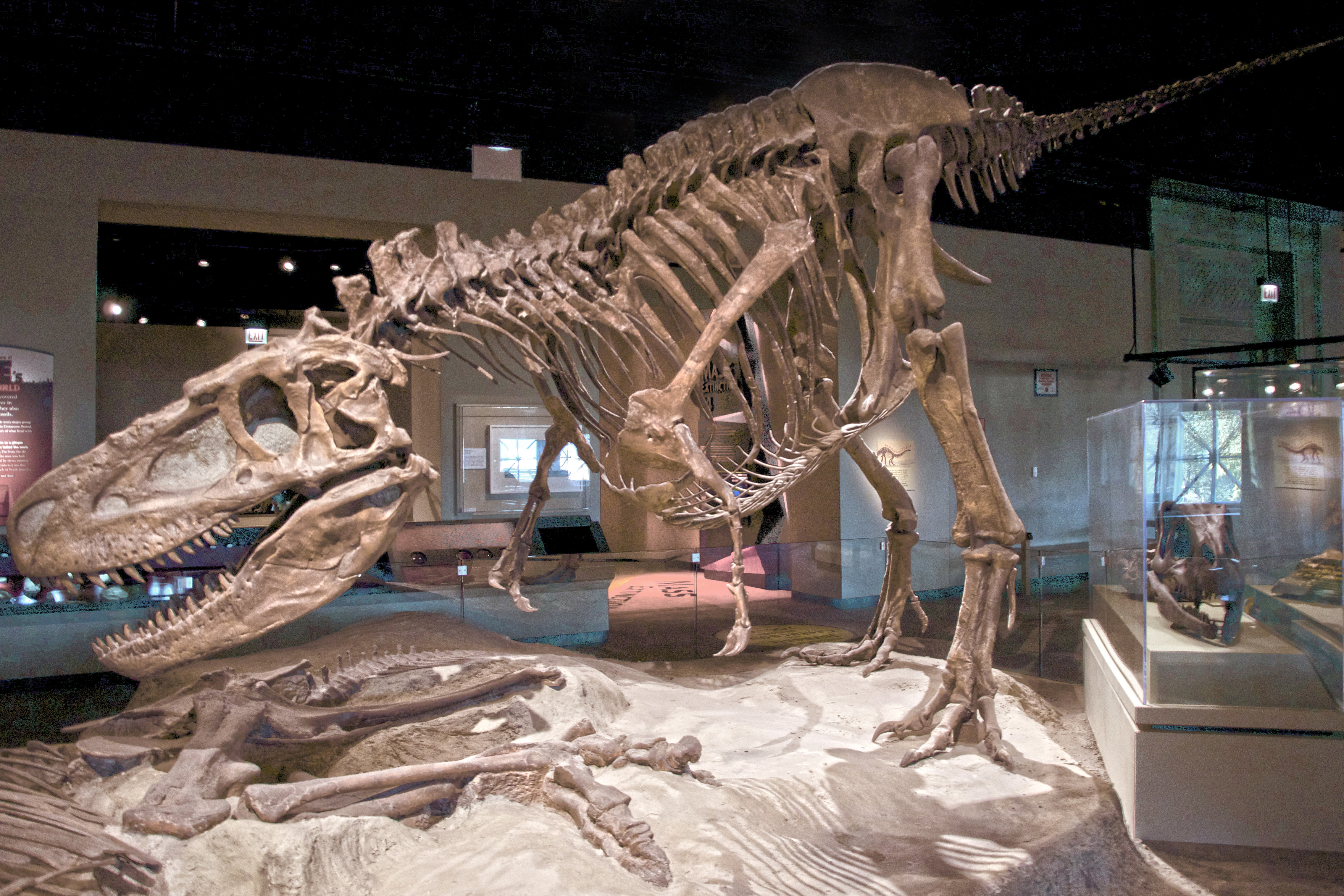
Esemplare del Dinosaur Park (FMNH PR308) di Daspletosaurus, montato al Field Museum

Nelle fasi intermedie della Formazione Dinosaur Park, Gorgosaurus condivideva il suo ambiente con un'altra specie di tirannosauride, Daspletosaurus. Questo è uno dei pochi esempi di coesistenza di due generi di tirannosauri. Negli ecosistemi odierni, predatori di dimensioni simili nelle moderne gilde di predatori sono separati in diverse nicchie ecologiche per differenze anatomiche, comportamentali o geografiche che limitano la concorrenza tra predatori. La differenziazione nelle nicchie ecologiche tra i tirannosauridi nel Dinosaur Park non è ben compresa. Nel 1970, Dale Russell ipotizzò che il più comune Gorgosaurus, con la sua corporatura snella e slanciata, cacciasse attivamente veloci hadrosauri, mentre i lenti e corazzati ceratopsidi e ankylosauri fossero predati dal più lento ma più robusto Daspletosaurus. Tuttavia, la scoperta di un esemplare di Daspletosaurus (OTM 200), dalla contemporanea Formazione Two Mecidicine del Montana, con i resti di un giovane hadrosauro nella cavità addominale, e la scoperta di un bone beds contenente tre esemplari di Daspletosaurus ed almeno cinque hadrosauri, indicherebbe che quest'ultimi fossero predati attivamente anche da Daspletosaurus.
A differenza di altri gruppi di dinosauri, nessuno dei due generi era più comune ad altitudini più elevate o più basse rispetto all'altro. Tuttavia, i resti di Gorgosaurus appaiono più comuni nelle formazioni settentrionali, come Dinosaur Park, mentre le diverse specie di Daspletosaurus sembrano essere più comuni nel sud. Questo schema si riflette anche in altri gruppi di dinosauri: i ceratopsidi chasmosaurini e gli hadrosauri saurolophini sono più abbondanti nella Formazione Two Medicine del Montana e nel Nord America sudoccidentale durante il Campaniano, mentre centrosaurini e lambeosaurini dominavano le latitudini settentrionali. Holtz suggerì che questo schema indicasse preferenze ecologiche condivise tra tirannosaurini, chasmosaurini e saurolophini. Alla fine della successiva fase maastrichtiana, tirannosaurini come Tyrannosaurus, saurolophini come Edmontosaurus e Kritosaurus, e chasmosaurini come Triceratops e Torosaurus erano diffusi in tutto il Nord America occidentale, mentre i lambeosaurini era considerevolmente più rari, con poche specie ancora rimanenti come Hypacrosaurus, mentre albertosaurini e centrosaurini si estinsero completamente. Tuttavia, nel caso dei centrosaurini, quest'ultimi riuscirono a sopravvivere in Asia, come testimonia la presenza di Sinoceratops. Nonostante fantomatici esemplari fossili di albertosaurini siano stati ritrovati all'interno della Formazione Hell Creek, datata alla fine del Maastrichtiano, è più probabile che questi resti appartengano ad una specie del genere Tyrannosaurus.

## Nella cultura di massa
Gorgosaurus è un dinosauro relativamente conosciuto al pubblico nonostante le sue scarse apparizioni. Le sue apparizioni più prominenti sono il suo ruolo di predatore antagonista nel film-documentario La marcia dei dinosauri (2011), e nel film-documentario A spasso con i dinosauri (2013), dove un esemplare nominato Gorgon ed il suo branco fungono da antagonisti principali. Tuttavia, in entrambe le apparizioni l'animale si trova nel tempo e nel luogo sbagliato: la presenza di Gorgosaurus in Alaska (dove si svolgono entrambi i film-documentari) era basata su resti frammentari tentativamente assegnati all'animale. Tuttavia, nel 2014 questi resti hanno ricevuto un'adeguata descrizione ed un proprio genere e specie, Nanuqsaurus hoglundi. A seguito di ciò, in Prehistoric Planet 3D (2014), una versione abbreviata, e senza dialoghi del film del A spasso con i dinosauri, il Gorgosaurus del film originale viene indicato come Nanuqsaurus, anche se l'aspetto e il comportamento rimangono invariati dal film originale. Tale cambiamento è stato apportato per rendere la fauna del film più accurata.